# 上山市

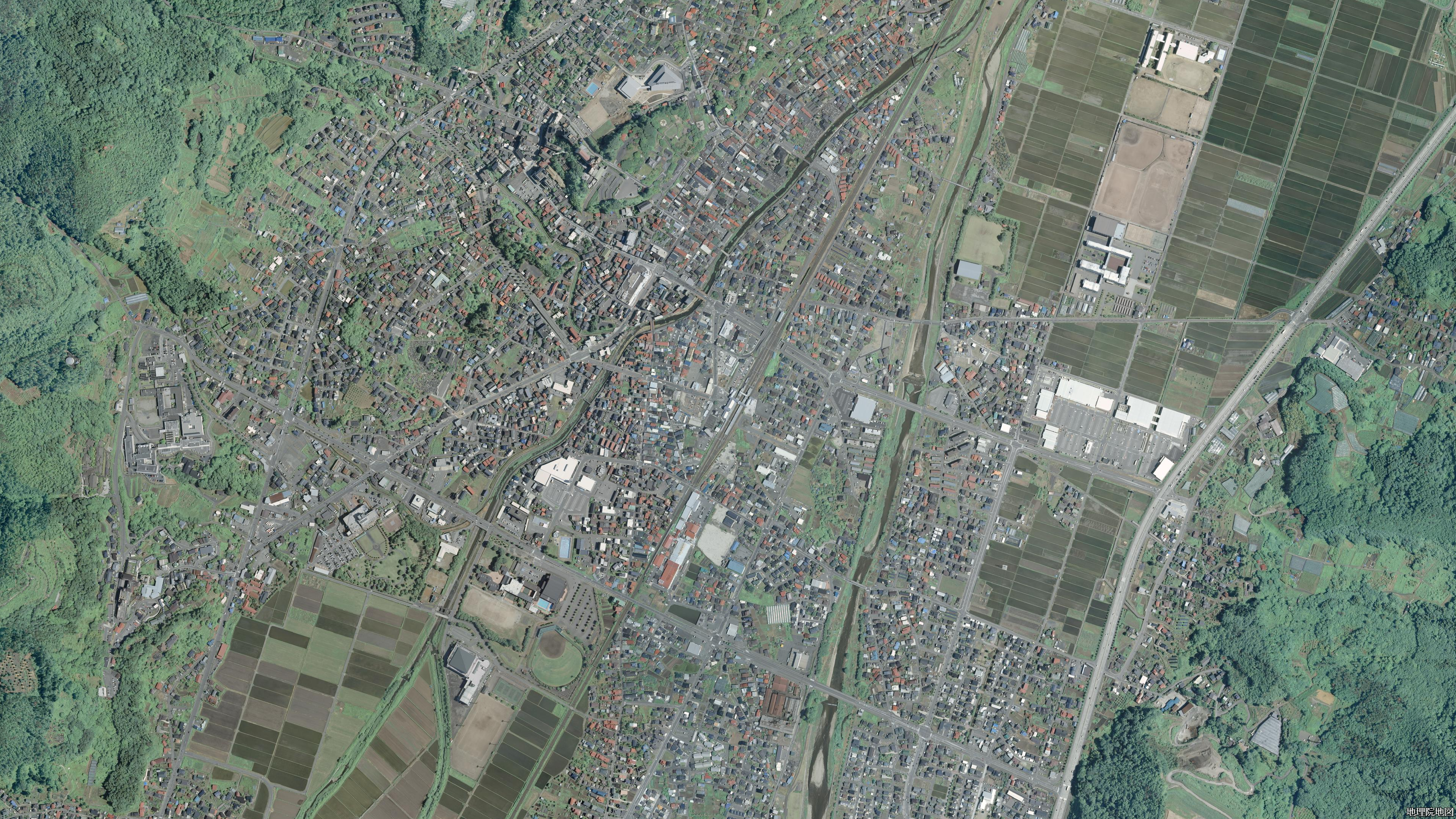
上山市中心部周辺の空中写真。2017年撮影。国土交通省 国土地理院 地理院地図を基に作成。

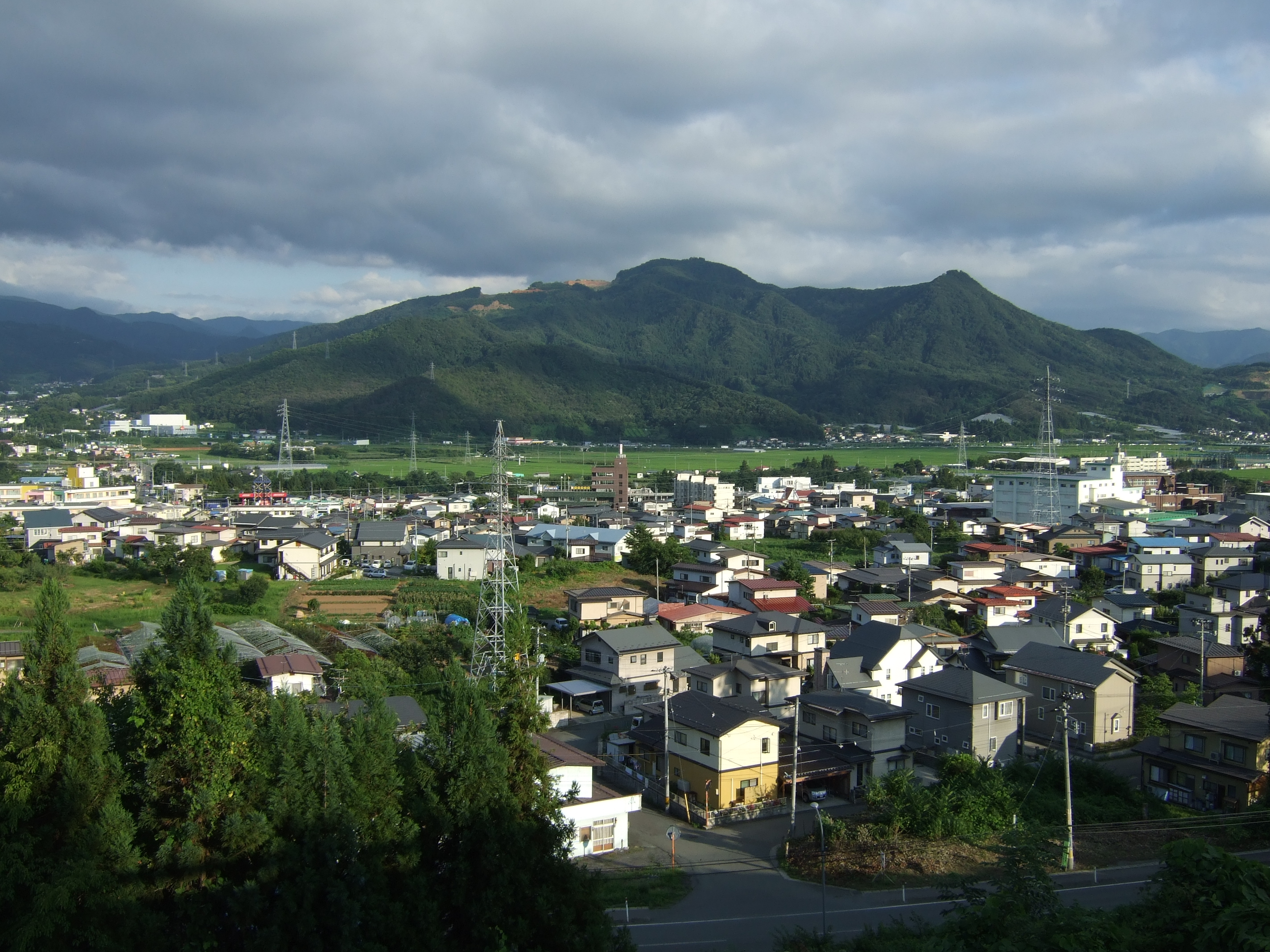
葉山

上山市（かみのやまし）は、山形県村山地方の南東部にある市。市の北側は県庁所在地である山形市に接する。

## 概要
古くは建久年間に鎌倉幕府から五十嵐小文治が地頭として派遣され、本市地域を統治したとされている。室町時代の応永年間、斯波兼頼の曽孫となる斯波満長が上山地域に分封され高楯城を築城、発展が進んだ。江戸時代には上山藩（居城は上山城）の城下町、羽州街道の宿場町として栄え、現在は上山温泉（かみのやま温泉）で知られる。城下町・宿場町・温泉街の3つを同時に兼ね備えた都市は全国的にも珍しいとされる。中山城のある中山宿は米沢藩の領地であった。市域は出羽国（羽前国）村山郡がほとんどだが、旧中山城付近は置賜郡を含む。
室町時代の天文4年（1535年）に上山義房の子である上山義忠が、高楯城から月岡（現上山城付近）に城を移した。その後、江戸時代初期に上山藩初代藩主の松平重忠が前川の川筋を変えて城下町としての整備を開始、次藩主以降も整備を踏襲し、現在の市街地の原形が形成された。
上山温泉が奥羽三楽郷の一つとして栄えた起源は、長禄2年（1458年）に肥前国杵島の僧「月秀上人」が現在の湯町地区付近で鶴が傷を癒しているところを見かけ、そこに温泉の湧出を発見したことによる。
1954年（昭和29年）10月1日に市制施行。

## 市名の由来
市制施行時において、旧上山町が合併する自治体で最も規模が大きく、その名を踏襲した。
文献では、安達盛長の「盛長私記33」のなかで、奥州合戦が発生した文治5年己酉（1189）の条で「出羽上山」との記述が最初とされている。
上山は、古くは「神山」と呼ばれていたとされる。また、この地域は蔵王山（蔵王連峰）の麓にあることから古来「山方」と呼ばれており、さらに「上山方」と「下山方」に分けられ、「下山方」は後に「山形」となり、「上山方」は「上山」と呼ばれるようになったともされる。
なお、平安時代や鎌倉時代には、山形市や上山市の一帯が荘園「大山荘」として管理され、その後「上大山荘」と「下大山荘」に分けられ、上大山荘が上山の由来になったともされる。
「上山」の地名は、古くは「神山」又は今の山形に対して「上の山形」といわれていたが、応永年間に斯波満長（最上満長・里見満長・武衛満長）が虚空蔵山に高楯城を築城のうえ当地を領し、上山殿と称したことから『上山』となったと伝えられている。

## 象徴

### 市章
上山市章は1955年（昭和30年）5月24日制定。一般公募により市内在住の富士秀夫のデザインを選定。「上山」の文字をデザイン化し、上山温泉郷のルーツともいえる鶴をかたどったもの。同時に種子から萌え出ようとする力を表し、未来への躍動を象徴する。

### 市民憲章
1964年（昭和39年）10月1日制定（市制10周年時）
- みんな健康でよく働き　ゆたかなまち　上山をつくりましょう
- みんなきまりをよく守り　住みよいまち　上山をつくりましょう
- みんな互いにたすけあい　しあわせのまち　上山をつくりましょう
- みんな教養を身につけ　平和のまち　上山をつくりましょう
- みんな環境をととのえ　美しいまち　上山をつくりましょう

### 市の花
キク：1974年（昭和49年）10月1日制定（市制20周年時）
市内には観賞用から食用まで多くの種類のキクが栽培されている。市制20周年を機に市民からの公募で選定。

### 市の木
アララギ：1974年（昭和49年）10月1日制定（市制20周年時）
アララギ派歌人斎藤茂吉にゆかりの深い樹木で、イチイ科の常緑針葉高木。市内の各所に見事な老樹名木を観ることができる。市制20周年を機に市民からの公募で選定。

### 市の鳥
コサギ：1994年（平成6年）10月1日制定（市制40周年時）
きれいな川や水田に生息するコサギの別名は「白鷺」。白く清楚なイメージが城のまちにふさわしいことから、市制40周年を記念して選定。

### 市の花木
上ノ山麒麟：2014年（平成26年）10月1日制定（市制60周年時）
大正期から全国の愛好者に名声を馳せた上山固有の伝統的な品種。アザレア、サツキ系。市制60周年を記念して選定。

### シンボルマーク
シンボルマークは1990年（平成2年）に決定。へのへのもへじを思わせる素朴な伝統かかしをモチーフとし、背景は秋の実りをイメージした黄金色、アルファベットでKAMINOYAMAと書きこんだ。一般公募により山形市在住の松岡英男の作品を選定し、山形大学教育学部の早坂功助教授が補作した。マンホールの蓋などでみられる。

## 地理
山形県南東部にあり、村山地方の最南端で、市の北側は県庁所在地である山形市と接する。国道13号やJR奥羽本線（山形線）、東北中央自動車道が南北に走る。須川の源流があり、泉川地区付近で須川と前川が合流。かみのやま温泉駅が市の中心駅、在来線だけでなく山形新幹線が停車する。かみのやま温泉駅や上山城付近を中心として、市街地が形成されている。東京都からのルート距離は約350km。
市街地の西側は傾斜地が多く、その先に虚空蔵山や西山などの里山、大平山等の山岳地帯がある。市街地の西側に位置する上山城は小高い丘に立地している。
市街地の東側や南側は平らな土地が広がり、その先に蔵王や三吉山等の山々がある。
蔵王連峰（奥羽山脈）を挟んだ東側は宮城県である。
- 山岳：蔵王連峰、大平山、三吉山、葉山、虚空蔵山、西山、呑岡山
- 河川：須川、前川、蔵王川、酢川、荒町川、思川、金山川、菖蒲川、生居川、本沢川
- 湖沼：本沢ダム、花森湖（生居川ダム）、松沢溜池、菖蒲川ダム、忠川湖（前川ダム）、鴫の谷地沼

### 土地利用
市域面積は240.9k㎡、山形県全体の約2.6％を占める。
市域面積240.9k㎡のうち、森林が168.6k㎡（70.0％）、農地21.9k㎡（9.1％）、宅地8.1k㎡（3.4％）、道路7.6k㎡（3.1％）、水面4.2k㎡（1.7％）、その他30.7k㎡（12.7％）となっている。【山形県統計年鑑（令和2～3年）】。

### 気候
本市は山形盆地の南側に位置し上山盆地とも呼ばれ、昼夜や夏冬の寒暖差が大きくなる傾向にある。
夏季の昼間は暑くなることも多いが、夜は気温が下がり、熱帯夜になることは少ない。冬季は曇りや雪の日が多い。冬の寒さはある程度厳しいものの、市街地において最低気温が-10℃以下になることは少ない。
年間気温（2021年）：最高気温37.6℃、平均気温12.2℃、最低気温－13.8℃
なお、豪雪地帯対策特別措置法に基づく特別豪雪地帯に分類されているが、山形県内置賜地方や最上地方と比較すれば、降雪量は少ない。

### 人口
| |                                        |  |
| 上山市と全国の年齢別人口分布（2005年） | 上山市の年齢・男女別人口分布（2005年） |  |
| ■紫色 ― 上山市 ■緑色 ― 日本全国 | ■青色 ― 男性 ■赤色 ― 女性              |  |
| 上山市（に相当する地域）の人口の推移 \| 1970年（昭和45年） \| 38,357人 \| \| \| 1975年（昭和50年） \| 37,858人 \| \| \| 1980年（昭和55年） \| 38,533人 \| \| \| 1985年（昭和60年） \| 38,822人 \| \| \| 1990年（平成2年） \| 38,237人 \| \| \| 1995年（平成7年） \| 38,047人 \| \| \| 2000年（平成12年） \| 36,886人 \| \| \| 2005年（平成17年） \| 36,013人 \| \| \| 2010年（平成22年） \| 33,836人 \| \| \| 2015年（平成27年） \| 31,569人 \| \| \| 2020年（令和2年） \| 29,110人 \| \| |                                        |  |
| 総務省統計局 国勢調査より |                                        |  |
| 1970年（昭和45年） | 38,357人                               |  |
| 1975年（昭和50年） | 37,858人                               |  |
| 1980年（昭和55年） | 38,533人                               |  |
| 1985年（昭和60年） | 38,822人                               |  |
| 1990年（平成2年） | 38,237人                               |  |
| 1995年（平成7年） | 38,047人                               |  |
| 2000年（平成12年） | 36,886人                               |  |
| 2005年（平成17年） | 36,013人                               |  |
| 2010年（平成22年） | 33,836人                               |  |
| 2015年（平成27年） | 31,569人                               |  |
| 2020年（令和2年） | 29,110人                               |  |

### 地域
上山市では行政上、10地区およびその他に分けている（カッコ内は小地区）。なお、中部地区、南部地区、北部地区の3地区をまとめて「本庁地区」とも呼ぶ。
- 中部地区（十日町、新丁、北町、北町本丁、栄町、八日町、美咲町、東町、沢丁、新湯、鶴脛町、荒町、八幡丁、仲丁、湯町、湯町新道、軽井沢、御井戸丁、新町、西山、元城内）
- 南部地区（二日町、矢来、石堂、南町、長清水、三本松、石崎、河崎、松山、葉山、金生、けやきの森）
- 北部地区（四ツ谷、大石、旭町、弁天、久保手、金瓶、朝日台、裏町、みはらしの丘）
- 西郷地区（高松、石曽根、川口、赤坂、藤吾、阿弥陀地、塩崎、小穴、細谷、新北浦）
- 本庄地区（関根、相生、三上、皆沢、藤沢、楢下、赤山、柏木、金山）
- 東地区（牧野、原口、須田板、小笹、久保川、大門、菖蒲、古屋敷、萱平）
- 宮生地区（宮脇、下生居、中生居、上生居、泥部）
- 中川地区（糸目、仙石、泉川、金谷、足ノ口、甲石、高野、薄沢、永野、蔵王、権現堂、小倉、棚木、塩坪、坊平、蔵王の森）
- 中山地区（中山第一、中山第二、揚橋、新町、上町）
- 山元地区（狸森、中ノ森、須刈田、菅、元屋敷、前丸森、入丸森、境、内山、沼田、小白府）
- その他（スカイタワー41、二本松会病院、長寿園、蓬仙園、育成園、みずほの里、ながすずの里）

### 隣接する自治体・行政区
山形県
- 山形市
- 南陽市
- 東置賜郡高畠町

宮城県
- 柴田郡川崎町
- 刈田郡七ヶ宿町
- 刈田郡蔵王町

## 歴史

### 行政史
- 1954年（昭和29年）10月1日 - 市制施行。上山市建設計画書を策定。
- 1958年（昭和33年） - 上山市建設総合計画書を策定。
- 1960年（昭和35年） - 人口40,383人（本市の人口ピーク）を記録[注 1]。
- 1966年（昭和41年） - 上山市第2次振興計画を策定。
- 1974年（昭和49年）3月 - 第3次上山市振興計画を策定。基本目標「調和ある豊かな住みよいまち」。
- 1974年（昭和49年） - 市街化区域を対象とした住居表示整備事業開始。1992年（平成4年）2月末に完了[注 2]。
- 1986年（昭和61年）3月 - 第4次上山市振興計画（エコー計画）を策定。将来像「幸せのうたがこだまする都市 かみのやま」。
- 1991年（平成3年）4月 - 県営村山広域水道から全面受水
- 1996年（平成8年）3月 - 第5次上山市振興計画（エコー計画21）を策定。将来像「人・自然、共に生きる　快適創造交流都市・かみのやま」。
- 2006年（平成18年） - 第6次上山市振興計画を策定。将来像「健やか交流都市 かみのやま」。
- 2007年（平成19年） - 世帯数11,585世帯（本市の世帯数ピーク）を記録。なお、人口は35,394人。
- 2008年（平成20年） - 上山市温泉保養地まちづくり協議会を設立（市クアオルト事業の出発）
- 2011年（平成23年） - 由布市、田辺市とともに温泉クアオルト研究会を組織[注 3]。
- 2013年（平成25年） - 上山型温泉クアオルト構想策定。
- 2016年（平成28年）3月 - 第7次上山市振興計画を策定。将来都市像「また来たくなるまち ずっと居たいまち ～クアオルト かみのやま～」。
- 2020年（令和2年）1月9日 - 山形連携中枢都市圏構想による連携協約を山形市等と締結[3]
- 2020年（令和2年） - 人口29,653人となり、3万人を下回る。
- 2022年（令和4年）4月 - 2020年に行われた令和2年国勢調査により、市全域が過疎地域の持続的発展の支援に関する特別措置法に基づく過疎地域（全部過疎）に指定される。
- 2024年（令和6年） -  第8次上山市振興計画を策定。将来都市像「つながりつなげる いろどりのまち かみのやま」。

### 行政区画の変遷・合併構想
- 1954年（昭和29年）10月1日 - 南村山郡上山町、西郷村、本庄村、東村、宮生村、中川村が合併し、上山市が誕生。
- 1956年（昭和31年）11月15日 - 南村山郡本沢村大字長谷堂の一部[注 4]を編入。
- 1957年（昭和32年）1月1日 - 東置賜郡赤湯町大字中山を編入。
- 1957年（昭和32年）3月21日 - 南村山郡山元村および山形市大字蔵王金瓶[注 5]を編入。これにより、南村山郡が消滅。
- 1957年（昭和32年）10月20日 - 山形市大字松原の一部[注 6]を上山市に編入。
- 1962年（昭和37年） - 蔵王県境（市境）問題発生（蔵王県境裁判）。1984年（昭和59年）確定。
- 1989年（平成元年）12月25日 - 南陽市との境界変更。
- 1993年（平成5年） - 平成の大合併構想に先駆けて、広域行政調査研究会を設置。背景に、山形市、天童市、上山市、山辺町、中山町の3市2町で構成する「50万広域都市圏構想」が存在。
- 2003年（平成15年）3月 - 2市2町（山形市・上山市・山辺町・中山町）による法定広域合併協議会が設置。
- 2004年（平成16年）12月 - 広域合併協議会が休止。
- 2005年（平成17年）2月 - 法定広域合併協議会が解散。（事実上の広域合併議論の収束）
- 2012年（平成24年）2月1日 - 山形市との境界変更。

特記がない限り南村山郡所属。
| 明治以前            | 明治以前            | 明治初年 - 明治10年 | 明治11年 - 明治22年            | 明治22年 4月1日 町村制施行 | 明治22年 - 昭和25年                | 昭和26年 - 現在                      | 昭和26年 - 現在               | 現在   |
| ------------------- | ------------------- | ------------------- | ------------------------------ | -------------------------- | ---------------------------------- | ------------------------------------ | ----------------------------- | ------ |
| 十日町              | 十日町              | 十日町              | 明治22年 改称 上山十日町       | 上山町                     | 上山町                             | 昭和29年10月1日 上山市               | 上山市                        | 上山市 |
|                     |                     | 明治7年 起立 鶴脛町 | 明治22年 改称 上山鶴脛町       | 上山町                     | 上山町                             | 昭和29年10月1日 上山市               | 上山市                        | 上山市 |
| 二日町              | 二日町              | 二日町              | 明治22年 改称 上山二日町       | 上山町                     | 上山町                             | 昭和29年10月1日 上山市               | 上山市                        | 上山市 |
| 新丁                | 新丁                | 新丁                | 明治22年 改称 上山新丁         | 上山町                     | 上山町                             | 昭和29年10月1日 上山市               | 上山市                        | 上山市 |
| 裏町                | 裏町                | 裏町                | 明治22年 改称 上山裏町         | 上山町                     | 上山町                             | 昭和29年10月1日 上山市               | 上山市                        | 上山市 |
| 北町                | 北町                | 北町                | 明治22年 改称 上山北町         | 上山町                     | 上山町                             | 昭和29年10月1日 上山市               | 上山市                        | 上山市 |
| 長清水村            | 長清水村            | 長清水村            | 長清水村                       | 上山町                     | 上山町                             | 昭和29年10月1日 上山市               | 上山市                        | 上山市 |
| 河崎村              | 河崎村              | 河崎村              | 河崎村                         | 上山町                     | 上山町                             | 昭和29年10月1日 上山市               | 上山市                        | 上山市 |
| 泉川村              | 泉川村              | 泉川村              | 泉川村                         | 中川村                     | 中川村                             | 昭和29年10月1日 上山市               | 上山市                        | 上山市 |
| 金谷村              | 金谷村              | 金谷村              | 金谷村                         | 中川村                     | 中川村                             | 昭和29年10月1日 上山市               | 上山市                        | 上山市 |
| 仙石村              | 仙石村              | 仙石村              | 仙石村                         | 中川村                     | 中川村                             | 昭和29年10月1日 上山市               | 上山市                        | 上山市 |
| 高野村              | 高野村              | 高野村              | 高野村                         | 中川村                     | 中川村                             | 昭和29年10月1日 上山市               | 上山市                        | 上山市 |
| 永野村              | 永野村              | 永野村              | 永野村                         | 中川村                     | 中川村                             | 昭和29年10月1日 上山市               | 上山市                        | 上山市 |
| 権現堂村            | 権現堂村            | 権現堂村            | 権現堂村                       | 中川村                     | 中川村                             | 昭和29年10月1日 上山市               | 上山市                        | 上山市 |
| 小倉村              | 小倉村              | 小倉村              | 小倉村                         | 中川村                     | 中川村                             | 昭和29年10月1日 上山市               | 上山市                        | 上山市 |
| 金生村              | 金生村              | 金生村              | 金生村                         | 宮生村                     | 宮生村                             | 昭和29年10月1日 上山市               | 上山市                        | 上山市 |
| 宮脇村              | 宮脇村              | 宮脇村              | 宮脇村                         | 宮生村                     | 宮生村                             | 昭和29年10月1日 上山市               | 上山市                        | 上山市 |
| 下生居村            | 下生居村            | 下生居村            | 下生居村                       | 宮生村                     | 宮生村                             | 昭和29年10月1日 上山市               | 上山市                        | 上山市 |
| 中生居村            | 中生居村            | 中生居村            | 中生居村                       | 宮生村                     | 宮生村                             | 昭和29年10月1日 上山市               | 上山市                        | 上山市 |
| 上生居村            | 上生居村            | 上生居村            | 上生居村                       | 宮生村                     | 宮生村                             | 昭和29年10月1日 上山市               | 上山市                        | 上山市 |
| 高松村              | 高松村              | 高松村              | 高松村                         | 西郷村                     | 西郷村                             | 昭和29年10月1日 上山市               | 上山市                        | 上山市 |
| 石曽根村            | 石曽根村            | 石曽根村            | 石曽根村                       | 西郷村                     | 西郷村                             | 昭和29年10月1日 上山市               | 上山市                        | 上山市 |
| 川口村              | 川口村              | 川口村              | 川口村                         | 西郷村                     | 西郷村                             | 昭和29年10月1日 上山市               | 上山市                        | 上山市 |
| 藤吾村              | 藤吾村              | 藤吾村              | 藤吾村                         | 西郷村                     | 西郷村                             | 昭和29年10月1日 上山市               | 上山市                        | 上山市 |
| 阿弥陀地村          | 阿弥陀地村          | 阿弥陀地村          | 阿弥陀地村                     | 西郷村                     | 西郷村                             | 昭和29年10月1日 上山市               | 上山市                        | 上山市 |
| 小穴村              | 小穴村              | 小穴村              | 小穴村                         | 西郷村                     | 西郷村                             | 昭和29年10月1日 上山市               | 上山市                        | 上山市 |
| 細谷村              | 細谷村              | 細谷村              | 細谷村                         | 西郷村                     | 西郷村                             | 昭和29年10月1日 上山市               | 上山市                        | 上山市 |
| 関根村              | 関根村              | 関根村              | 関根村                         | 本庄村                     | 本庄村                             | 昭和29年10月1日 上山市               | 上山市                        | 上山市 |
| 相生村              | 相生村              | 相生村              | 相生村                         | 本庄村                     | 本庄村                             | 昭和29年10月1日 上山市               | 上山市                        | 上山市 |
| 三上村              | 三上村              | 三上村              | 三上村                         | 本庄村                     | 本庄村                             | 昭和29年10月1日 上山市               | 上山市                        | 上山市 |
| 皆沢村              | 皆沢村              | 皆沢村              | 皆沢村                         | 本庄村                     | 本庄村                             | 昭和29年10月1日 上山市               | 上山市                        | 上山市 |
| 楢下村              | 楢下村              | 楢下村              | 楢下村                         | 本庄村                     | 本庄村                             | 昭和29年10月1日 上山市               | 上山市                        | 上山市 |
| 牧野村              | 牧野村              | 牧野村              | 牧野村                         | 東村                       | 東村                               | 昭和29年10月1日 上山市               | 上山市                        | 上山市 |
| 原口村              | 原口村              | 原口村              | 原口村                         | 東村                       | 東村                               | 昭和29年10月1日 上山市               | 上山市                        | 上山市 |
| 須田板村            | 須田板村            | 須田板村            | 須田板村                       | 東村                       | 東村                               | 昭和29年10月1日 上山市               | 上山市                        | 上山市 |
| 小笹村              | 小笹村              | 小笹村              | 小笹村                         | 東村                       | 東村                               | 昭和29年10月1日 上山市               | 上山市                        | 上山市 |
| 久保川村            | 久保川村            | 久保川村            | 久保川村                       | 東村                       | 東村                               | 昭和29年10月1日 上山市               | 上山市                        | 上山市 |
| 大門村              | 大門村              | 大門村              | 大門村                         | 東村                       | 東村                               | 昭和29年10月1日 上山市               | 上山市                        | 上山市 |
| 菖蒲村              | 菖蒲村              | 菖蒲村              | 菖蒲村                         | 東村                       | 東村                               | 昭和29年10月1日 上山市               | 上山市                        | 上山市 |
| 長谷堂村            | 一部                | 長谷堂村            | 長谷堂村                       | 本沢村                     | 本沢村                             | 昭和31年11月15日 上山市に編入        | 上山市                        | 上山市 |
| 松原村              | 一部                | 松原村              | 松原村                         | 金井村                     | 金井村                             | 昭和29年11月1日 山形市に編入         | 昭和32年10月20日 上山市に編入 | 上山市 |
| 金谷村              | 金谷村              | 明治6年 改称 金瓶村 | 金瓶村                         | 堀田村 の一部              | 昭和25年10月10日 改称 蔵王村の一部 | 昭和31年12月23日 山形市に編入        | 昭和32年3月21日 上山市に編入  | 上山市 |
| 狸森村              | 狸森村              | 狸森村              | 狸森村                         | 山元村                     | 山元村                             | 山元村                               | 昭和32年3月21日 上山市に編入  | 上山市 |
| 小白府村            | 小白府村            | 小白府村            | 小白府村                       | 山元村                     | 山元村                             | 山元村                               | 昭和32年3月21日 上山市に編入  | 上山市 |
| 置賜郡中山村 の一部 | 置賜郡中山村 の一部 | 置賜郡中山村        | 明治11年11月1日 東置賜郡中山村 | 東置賜郡 中川村 の一部     | 東置賜郡中川村の一部               | 昭和30年6月30日 東置賜郡赤湯町の一部 | 昭和32年1月1日 上山市に編入   | 上山市 |

### 災害史
- 1956年（昭和31年）7月17日 - 大規模河川氾濫。災害救助法が適用される。家屋全壊2、半壊28、床上浸水1,075、床下浸水1,672。
- 1959年（昭和34年）9月27日 - 伊勢湾台風。民家全壊18、半壊62、その他全壊（中川中学生寮、中川診療所、久保川ポンプ庫など）
- 1963年（昭和38年）4月22日 - 小穴地区の大火。20世帯69棟が全焼。
- 1967年（昭和42年）8月 - 羽越豪雨。床上床下浸水800（全世帯の約10%）。仙石橋の一部が崩壊。
- 1971年（昭和46年）7月16日 - 集中豪雨。荒町川、八幡堂川、湯尻川が氾濫。床上浸水69、床下浸水305。
- 1981年（昭和56年）8月23日 - 台風15号による集中豪雨。建物流出及び床上浸水6、田畑冠水29ヘクタール等。
- 1989年（平成元年）8月 - 台風13号。金谷工業団地や塩坪地区等で浸水被害。水田や畑の流出や埋没被害。道路十数か所の土砂流出。
- 2004年（平成16年）7月16日 - 平成16年7月新潟・福島豪雨。床下浸水5、土砂崩落9地点、道路冠水4か所など。
- 2011年（平成23年）3月11日 - 東日本大震災。市内最大震度5強。停電発生、避難所設置、ガソリン不足。名取市等に支援実施。
- 2011年（平成23年）4月11日 - 福島県浜通り地震。市内最大震度5弱。
- 2013年（平成25年）7月 - 大雨や土砂崩れの影響により、寒河江川がひどく濁り給水制限。7月23日早朝から約2日間市内全域が断水。
- 2014年（平成26年）7月 - 台風8号および梅雨前線の影響による大雨。床上床下浸水約30、田畑42か所、道路損壊や冠水発生。
- 2015年（平成27年）4月13日 - 蔵王山に火口周辺警報（噴火警戒レベル2）発表。同年6月16日解除。噴火や実被害無し[注 8]。
- 2018年（平成30年）1月30日 - 蔵王山に火口周辺警報（噴火警戒レベル2）発表。同年3月6日解除。噴火や実被害は無し。
- 2020年（令和2年）7月 - 全国的な令和2年7月豪雨発生。二日町プラザの床上浸水や周辺の道路冠水が発生。
- 2021年（令和3年）2月13日 - 福島県沖地震発生。市内最大震度5弱。
- 2022年（令和4年）3月16日 - 福島県沖地震発生。市内最大震度5弱。

### 公共施設史
- 1957年（昭和32年）12月 - 県営競馬の廃止が決定され、翌年に市営競馬として本市へ移管。
- 1964年（昭和39年）8月 - 市民プールが完成
- 1969年（昭和44年） - 学校給食センターを上山小学校に併設[注 9]
- 1970年（昭和45年）4月 - 勤労青少年ホーム開館[注 10]
- 1971年（昭和46年）3月1日 - 市民会館開館
- 1974年（昭和49年）3月21日 - 消防庁舎が完成
- 1975年（昭和50年）10月6日 - 上山市役所の新庁舎が開庁。
- 1981年（昭和56年）5月1日 - 働く婦人の家がオープン[注 11]
- 1981年（昭和56年）6月 - 火葬場の経塚斎場が完成
- 1981年（昭和56年）7月 - 河崎一丁目に上山市保健センターを移転新築
- 1981年（昭和56年）8月20日 - 浄水センターが完成
- 1982年（昭和57年）9月20日 - 前川治水ダムが完成
- 1982年（昭和57年）11月2日 - 上山城を再建、開館。
- 1983年（昭和58年）3月 - 中川農業者等トレーニングセンターが完成
- 1983年（昭和58年）7月 - 上山市民球場が完成
- 1985年（昭和60年）6月 - 弁天一丁目に市民多目的運動広場が完成
- 1987年（昭和62年）10月 - 上山南部地区農業者等トレーニングセンター完成
- 1991年（平成3年）5月30日 - 生居川ダム（花森湖）が完成
- 1991年（平成3年）6月23日 - 上山市体育文化センターがオープン。第1期工事の総工費は約32億円。
- 1993年（平成5年）12月11日 - 上山市体育文化センターの文化施設（エコーホールなど）が完成。第2期工事の総工費は約9億円。
- 1995年（平成7年）4月1日 - リサイクルリレーセンターが稼働
- 1996年（平成8年）2月23日 - 二日町地区市街地再開発事業によりショッピングセンター「カミン」オープン（現二日町プラザ建物）。同時に上山市立図書館を市民会館内からカミン5階に移転。
- 1996年（平成8年）8月 - 汚泥浄化センターが稼働
- 2002年（平成14年）3月 - クリーンセンターと高野荘が閉鎖。
- 2003年（平成15年）6月 - 市内5か所に足湯を設置
- 2003年（平成15年）11月11日 - 上山競馬場廃止。
- 2005年（平成17年）2月28日 - 髙松地区に学校給食センターが完成。PFI事業の導入。同年4月より、中学校の全面給食を開始。
- 2010年（平成22年）8月 - 山形広域環境事務組合が柏木地区への新清掃工場（ゴミ処理施設）建設を断念。建設予定地の所有権をめぐる裁判発生等が理由。
- 2010年（平成22年）7月 - 二日町に市営駐車場オープン
- 2011年（平成23年）3月 - 市民会館閉館
- 2012年（平成24年）11月6日 - 川口地区に新清掃工場（ゴミ処理施設）の建設を決定
- 2018年（平成30年） - ゴミ処理施設「エネルギー回収施設（川口）」本稼働開始。
- 2018年（平成30年）4月25日 - かみのやま温泉駅前にかみのやま温泉観光案内所が新設
- 2018年（平成30年）5月12日 - カミンを二日町プラザに改称しリニューアルオープン[注 12]
- 2020年（令和2年）2月 - 弁天地区の温泉健康施設建設計画の予算案（債務負担行為案）が議会で否決、計画断念。
- 2022年（令和4年） - 市民プールが閉鎖
- 2024年（令和6年） - 上山市立南小学校のプールを市民プールの代替施設として夏季開放開始

### 交通網史
- 1958年（昭和33年） - 上山駅改築
- 1962年（昭和37年） - 蔵王エコーライン開通[注 13]
- 1973年（昭和48年）11月26日 - 金瓶地区の竜王橋から山形市飯田までを結ぶ延長5キロの成沢バイパス（国道13号線）が開通
- 1986年（昭和61年）10月30日 - 上山バイパスの金生～金谷区間（現スカイタワー41付近～蔵王エコーライン入口）が開通
- 1987年（昭和62年）9月21日 - 上山バイパスと市街地を結ぶ河崎金生線が開通
- 1989年（平成元年）8月 - 楢下柏木地区と高畠町二重坂をつなぐ柏木トンネルが開通
- 1992年（平成4年）7月1日 - 「上ノ山駅」を「かみのやま温泉駅」に改称し、リニューアル。「北上ノ山駅」を「茂吉記念館前駅」に改称。山形新幹線開業。
- 1992年（平成4年）8月 - 国道348号線の道路・トンネル整備完了、新ルート全線開通
- 1992年（平成4年）9月 - 国道13号線の金生地区～赤坂・石曽根地区の区間が開通
- 1996年（平成8年） - 国道13号上山バイパスの一部4車線化完成（スカイタワー41付近～金谷地区蔵王大橋付近）
- 1998年（平成10年） - 国道13号上山バイパス4車線化完成（金谷地区～金瓶地区）
- 2000年（平成12年）11月9日 - 都市計画道路八日町 - 仙石線のアンダーパスが開通（上山郵便局付近～現おーばん上山店付近）
- 2002年（平成14年）3月6日 - 山形県道十日町仙石線が開通（現・おーばん上山店付近～国道13号仙石地区付近）
- 2002年（平成14年）6月 - 市営バスの運行開始
- 2002年（平成14年）9月16日 - 東北中央自動車の山形上山IC - 東根IC間が開通。
- 2002年（平成14年）9月 - 国道13号上山バイパス、藤吾赤坂地区～川口地区付近（かみのやま高架橋）完成。
- 2003年（平成15年）3月 - 蔵王山麓広域農道（上生居～楢下間）が開通。
- 2004年（平成16年）6月30日 - 国道458号長谷堂バイパス（長谷堂トンネル）が開通。
- 2007年（平成19年） - 主要地方道山形上山線が全線開通（旧上山農業高等学校付近～コストコかみのやま店付近が開通）
- 2007年（平成19年）12月21日 - 上山バイパス、上山市川口～中山間の供用開始。
- 2010年（平成22年）2月 - 市営予約制乗合タクシー（デマンドタクシー）運行開始
- 2010年（平成22年）12月12日 - 上山バイパス、上山市中山 - 南陽市川樋5.5kmが開通
- 2014年（平成26年）4月 - 県道萱平河崎線（牧野バイパス）開通
- 2014年（平成26年）7月 - 山形広域都市計画図（上山地区）改訂
- 2019年（平成31年）4月13日 - 東北中央自動車道の山形上山IC - 南陽高畠IC間が開通。かみのやま温泉ICの供用開始。

### 宅地・商工業地開発史
- 1988年（昭和63年）3月2日 - 四ッ谷・三千刈区画整理事業（朝日台地区）が完成。
- 1991年（平成3年）3月 - 新北浦工業団地の造成工事完了
- 1993年（平成5年） - 金生地区の県立ゆきわり高等養護学校周辺部を宅地造成、60区画程度の住宅分譲
- 1994年（平成6年）3月18日 - 蔵王の森工業団地造成工事完了
- 1996年（平成8年）5月 - 金生土地区画整理事業計画が決定（平成14年度まで実施）
- 1998年（平成10年） - 山形ニュータウン地区土地区画整理事業（蔵王みはらしの丘）などの計画決定
- 1998年（平成10年） - 東和薬品が弁天地区の旧医薬品工場を購入し、工場稼働（現・東和ほほえみ保育園地）
- 1999年（平成11年）7月 - スカイタワー41が竣工
- 2012年（平成24年）10月 - ヨークタウン上山が開業
- 2012年（平成24年） - 東和薬品が旧上山競馬場跡地に工場・物流センターを新設稼働
- 2021年（令和3年） - かみのやま温泉インター産業団地第1区域完成、分譲開始
- 2023年（令和5年） - 矢来地区の旧蔵王食品跡地を中心とした、かみのやま温泉駅東パークタウン整備事業の基本設計を公表
- 2024年（令和6年） - 石堂地区の旧大泉工業跡地を宅地開発、約40区画分譲
- 2024年（令和6年） - かみのやま温泉インター産業団地第2区域の造成開始、分譲募集開始

## 行政
- 市長：山本幸靖（2023年4月26日就任、1期目）
- 副市長：鈴木英夫（2023年7月1日就任）

### 歴代市長
| 代 | 氏名       | 就任                      | 退任 | 備考                                             |
| -- | ---------- | ------------------------- | ---- | ------------------------------------------------ |
| 1  | 高橋熊次郎 | 1954年（昭和29年）11月1日 |      | 実業家、元衆議院議員                             |
| 2  | 酒井久三郎 | 1957年（昭和32年）4月7日  |      | 旧宮生村村長、上山市初代助役、市長在職中に急逝   |
| 3  | 松本長兵衛 | 1958年（昭和33年）9月17日 |      | 旧上山町町長（2期）                              |
| 4  | 鈴木行男   | 1966年（昭和41年）9月16日 |      | 旧西郷村村長、元山形県議会議員、市長在職中に逝去 |
| 5  | 鈴木啓蔵   | 1971年（昭和46年）7月25日 |      | 元山形県職員、元上山市助役                       |
| 6  | 永田亀昭   | 1983年（昭和58年）7月25日 |      | 元山形県議会議員、市長在職中に急逝               |
| 7  | 阿部實     | 1999年（平成11年）2月14日 |      | 元山形県職員、元上山市助役                       |
| 8  | 横戸長兵衛 | 2007年（平成19年）2月14日 |      | 元上山市議会議長                                 |
| 9  | 山本幸靖   | 2023年（令和5年）4月26日  | 現職 | 元国交省職員、本市に副市長として出向             |

### 都市宣言
- 交通安全都市宣言（昭和37年3月）
- 核兵器廃絶平和都市宣言（平成7年3月）
- 暴力のない明るい都市宣言（昭和62年7月）
- ゆとり宣言（平成3年12月）
- スポーツ健康都市宣言（平成14年6月)
- ごみゼロかみのやま 市民行動宣言（平成20年9月）

### 市役所
- 上山市役所

### 消防
- 上山市消防本部・上山市消防署
- 上山市消防団

### 公社
- 上山市土地開発公社

### 広域行政
- 山形広域環境事務組合（山形市旅篭町）
  - 一部事務組合。ゴミ処理施設・し尿処理施設の運営。本市のほか山形市、中山町、山辺町が加入。

### 警察
- 山形県警察
  - 上山警察署
  - かみのやま温泉駅前交番

### 県の機関
- 村山総合支庁（山形市鉄砲町）

上水道
- 山形県企業局【村山広域水道】

保健所
- 村山保健所（山形市十日町）

運転免許
- 山形県総合交通安全センター（天童市大字高擶）

### 国の機関
税務署
- 仙台国税局山形税務署（山形市大手町）

法務局
- 山形地方法務局（山形市緑町）

労働
- ハローワークやまがた、山形公共職業安定所（山形市桧町）
- ハローワークプラザやまがた （山形市双葉町）
- 山形労働基準監督署（山形市緑町）
- 山形労働局（山形市香澄町）

年金事務所
- 山形年金事務所（山形市あかねヶ丘）

森林
- 東北森林管理局山形森林管理署上山森林事務所

一般国道
- 山形河川国道事務所（山形市成沢西）、山形国道維持出張所（山形市飯田西）

運輸支局
- 山形運輸支局
  - ナンバープレートは「山形」が交付される。

## 姉妹都市・提携都市
国内
- 名取市（宮城県）
  - 1978年（昭和53年）5月10日 姉妹都市提携
  - 昭和48年より、同じ緯度（北緯38度）にあることを契機として、小学4年生から中学2年生が対象の「海の子山の子交歓会」を行っている。
- 高山市（岐阜県）
  - 1988年（昭和63年）10月13日 友好都市提携
  - 高山市（飛騨高山藩）のまちづくりの祖である金森家の六代目金森頼旹公が上山に転封されたことを縁として締結
- 北塩原村（福島県耶麻郡）
  - 2008年（平成20年） スポーツ合宿誘致に関する事業連携協定
- 館林市（群馬県）
  - 2014年（平成26年）5月4日 スポーツ交流に関する協定

海外
- ドナウエッシンゲン市（ドイツ連邦共和国バーデン＝ヴュルテンベルク州）
- 1995年（平成7年）10月1日 友好都市提携
  - 1924年（大正13年）4月に斎藤茂吉がドナウ川の源流をたどり、ドナウエッシンゲンを訪問したことを縁として締結

災害時相互応援協定
- 山形県内全市町村
  - 1995年（平成7年）締結。大規模災害時の山形県市町村広域相互応援に関する協定による。
- 山形市、天童市、山辺町、中山町
  - 1999年（平成11年）締結。山形広域市町災害時相互応援に関する協定による。
- 名取市（宮城県）
  - 2013年（平成25年）4月20日締結
- 桑折町（福島県伊達郡）
  - 2012年（平成24年）締結
- いすみ市（千葉県）
  - 2014年（平成26年）10月8日締結
- 共和町（北海道岩内郡）
  - 2016年（平成28年）締結
- 小山町（静岡県駿東郡）
  - 2017年（平成29年）締結

## 公共保健・医療・福祉施設
- 上山市保健センター（予防接種・各種健診等）
- 山形県こども医療療育センター（障がい児向け）
- 山形県発達障がい者支援センター（こども医療療育センター内）
- 上山市地域包括支援センター（上山市役所内）
- 上山市生活自立支援センター（上山市社会福祉協議会内）

## 文化・運動・子育て・交流拠点施設
図書館
- 上山市立図書館（二日町プラザ内）

運動施設・ホール
- 上山市体育文化センター（三友エンジニア体育文化センター・市民総合運動広場）
- 上山市生涯学習センター（東町地区・県有地）
- 上山市民球場（けやきの森地区）
- 南部体育館（藤吾地区）
- 中山体育館、運動広場（中山地区）
- 山元体育館、運動広場（山元地区）
- 市民テニスコート、市民多目的運動広場（弁天地区）
- 中川農業者等トレーニングセンター（高野地区）
- 上山南部地区農業者等トレーニングセンター（牧野地区）
- 市民プール（南町地区）　※休業中
- 勤労青少年ホーム（南町地区）　※老朽化により閉鎖
- 旧県立上山農業高等学校サッカー場（弁天地区・県有地）
- 蔵王坊平アスリートヴィレッジ（クロスカントリーコース、Zaoたいらぐら体育館、ウエイトトレーニングジムなど）

公園
- 上山市民公園（上山市役所に隣接）
- 月岡公園（上山城に隣接）
- 子どもふれあい広場（エネルギー回収施設（川口）に隣接）
- みゆき公園（斎藤茂吉記念館に隣接）

子育て
- 上山市総合子どもセンターめんごりあ（室内あそびば、一時預かり保育）二日町プラザ内
- 上山市子育て世代包括支援センター「ふたば」（上山市役所内）
- かみのやま病児保育室「ぽかぽか」（みゆき会病院敷地内）
- ファミリー・サポート・センター（めんごりあ内）

公民館
- 市立 中部地区公民館（十日町地区）
- 市立 南部地区公民館（河崎地区）
- 市立 北部地区公民館（弁天地区）
- 市立 西郷地区公民館（藤吾地区）
- 市立 本庄地区公民館（皆沢地区）
- 市立 東地区公民館（須田板地区）
- 市立 宮生地区公民館（下生居地区）
- 市立 中川地区公民館【中川福祉村村役場】（高野地区）
- 市立 中山地区公民館（中山地区）
- 市立 山元地区公民館（狸森地区）

市立公民館は平成24年より指定管理者制度に移行
その他
- 二日町プラザ（多世代交流支援施設）
- 上山市働く婦人の家（交流活動拠点）
- 山形県埋蔵文化センター（埋蔵文化財の調査・展示）
- 常設高齢者サロン「まじゃれ」（二日町プラザ2階）
- 上山市老人福祉センター寿荘（葉山地区・葉山共同浴場併設）

## その他行政施設
斎場
- 経塚斎場（鶴脛町地区）

上下水道・農業集落排水
- 浄水センター・汚泥浄化センター（弁天・泉川地区） ※指定管理者：水ingAM
- 配水池（大石配水池・河崎配水池・上山配水池など）
- 小倉浄水場
- 農集排施設　仙石（仙石地区）
- 農集排施設　糸目・金生（糸目地区・金生地区の一部）
- 農集排施設　小穴（小穴地区）
- 農集排施設　思川（赤坂地区、藤吾地区の一部、阿弥陀地地区の一部、細谷、相生地区の一部）
- 農集排施設　宮川（牧野地区、原口地区、須田板地区、皆沢地区の一部）
- 農集排施設　宮川２（楢下地区、小笹地区、久保川地区、大門地区、菖蒲地区の一部）

ゴミ処理・衛生
- エネルギー回収施設（川口）
- 上山市リサイクルリレーセンター（金谷地区）

その他
- 芳刈放牧場（菖蒲地区）

## かつて存在した行政施設
- 上山競馬場（金瓶地区、現在の東和薬品山形工場敷地）
- 上山市市民会館（元城内地区、現在の上山小学校敷地）
- 中川地区 クリーンセンター（高野地区）

## 議会

### 山形県議会
- 選挙区：上山市選挙区
- 定数：1人
- 選出議員：遠藤寛明（自由民主党）
- 任期開始：2023年4月30日

歴代選出県議会議員
| 氏名       | 初当選                     | 備考                                    |
| ---------- | -------------------------- | --------------------------------------- |
| 鈴木行男   | 1955年（昭和30年）4月23日  |                                         |
| 菅沼儀平   | 1958年（昭和33年）10月17日 | 補欠選挙                                |
| 遠藤清次郎 | 1963年（昭和38年）4月17日  |                                         |
| 永田亀昭   | 1975年（昭和50年）4月13日  |                                         |
| 遠藤利明   | 1983年（昭和58年）4月10日  |                                         |
| 神谷弘     | 1989年（平成元年）10月8日  | 補欠選挙                                |
| 布川章     | 1991年（平成3年）4月7日    |                                         |
| 吉田明     | 1999年（平成11年）4月11日  |                                         |
| 柏倉昭一   | 2007年（平成19年）4月8日   | 当選の5日後に急逝、吉田明が繰り上げ当選 |
| 佐藤昇     | 2011年（平成23年）4月10日  |                                         |
| 遠藤寛明   | 2019年（平成31年）4月7日   |                                         |

### 衆議院
- 選挙区：山形1区（山形市、上山市、天童市、東村山郡）
- 任期：2021年10月31日 - 2025年10月30日
- 投票日：2021年10月31日
- 当日有権者数：303,982人
- 投票率：61.59％

| 当落 | 候補者名 | 年齢 | 所属党派   | 新旧別 | 得票数    | 重複 |
| ---- | -------- | ---- | ---------- | ------ | --------- | ---- |
| 当   | 遠藤利明 | 71   | 自由民主党 | 前     | 110,688票 | ○    |
|      | 原田和広 | 48   | 立憲民主党 | 新     | 73,872票  | ○    |

## 行政外の自治組織・公共もしくは公益的組織

### 第三セクターなど
- 上山城郷土資料館（公益財団法人）

以下は上山市が大株主となっている第三セクター。
- ニュートラックかみのやま（場外馬券販売業）
- 上山二日町再開発

### 地域
- 各地区会、自治組織
- 上山市街路灯組合
- 上山市衛生組合連合会

### 防犯・交通安全
- 上山市防犯協会
- 上山地区交通安全協会
- かみのやま青パト連絡会
- 上山市交通安全母の会

### 消防・防災
- 自主防災会
- 少年婦人防火委員会

### 医療・福祉・健康
- 上山市医師会
- 上山市歯科医師会
- 上山市社会福祉協議会
- 中川福祉村（中川地区 福祉自治団体）
- 上山市身体障がい者福祉協会
- 上山市食生活改善推進協議会
- 上山市母子寡婦福祉会
- 上山地区保護司会
- 上山市更生保護女性会

### 社会奉仕
- 上山ライオンズクラブ
- 上山あららぎライオンズクラブ
- 上山ロータリークラブ
- 国際ソロプチミストかみのやま

### 経済・観光・産業
- 上山市商工会
- 上山青年会議所
- 上山市観光物産協会
- かみのやま温泉旅館組合
- かみのやま温泉商店街振興会
- かみのやま市観光果樹園協議会
- 蔵王坊平観光協議会
- 上山市金融協会

### 教育・生涯学習
- 上山市スポーツ協会
- 上山市文化団体協議会

### 農業
- 上山市土地改良区
- 上山市産米改良協会
- 上山市農業再生協議会
- 各営農組合

### その他
- 上山市シルバー人材センター（公益法人・業務請負業）
- 斎藤茂吉記念館（公益財団法人）
- かみのやまランドバンク（NPO法人・空き家バンク事業等）
- 蔵王テラポイト協会（NPO法人・クアオルトガイド団体）

## 経済

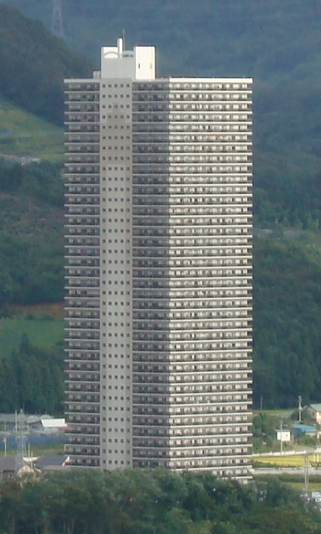
高層マンション
スカイタワー41

### 就業人口
2020年に行われた令和2年（令和2年）国勢調査による。
- 第一次産業就業者数 1,506人（農業98.9％、その他1.1％）
- 第二次産業就業者数 3,638人（製造業66.8％、建設業33.0％、その他0.2％）
- 第三次産業就業者数 9,710人（卸小売業24.9％、医療福祉業22.3％、その他52.8％）

### 名物・特産品
食品・農産品・伝統野菜・植物
紅つるし柿、ブドウ、サクランボ、ラ・フランス、リンゴ、かみのやまワイン、こんにゃく、そば、米、漬物、リンドウ、金谷ごぼう、小笹うるい、上ノ山麒麟
伝統工芸品
高松和紙、上山こけし

### 観光
- 城下町、宿場町、温泉街の魅力を活かしたまちづくり。温泉宿泊施設、歴史・文化施設、足湯設備などがある。
- 温泉の泉質は単純泉、食塩泉。泉質が柔らかく、「健康・美肌の湯・温まりの湯」などと呼ばれる。
- 観光果樹園が多くあり、サクランボや葡萄、ラ・フランス狩りなどを楽しめる。
- クアオルトと呼ばれるドイツ式の健康づくりに力を入れ、観光交流人口の拡大や市民の健康増進に取り組む[6]。
- 蔵王連峰の麓に市街地があり、蔵王エコーラインなどを利用しながら高地・山岳・スキー観光を楽しめる。ペンション等の宿泊施設も多くある（蔵王ペンション村・蔵王坊平高原ペンション村）。
- 2016年に「かみのやまワイン特区」の認定を受け、ワイン用ブドウ生産から醸造まで行う街づくりに取り組み、観光資源としても活用。
- 4月は桜の名所として、上山城周辺や須川河川敷、権現堂地区のしだれ桜、みゆき公園などで楽しむことができる[7]。
- 2018年、かみのやま温泉駅前に「かみのやま温泉観光案内所」を整備。観光案内の拠点としている。
- 山形市まで車で15分、米沢市まで車で30分程度であり、立石寺（山寺）、蔵王温泉スキー場、文翔館、霞城公園、上杉神社、上杉家廟所、熊野神社等の市外の周辺観光施設にアクセス良く、本市を宿泊地として利用するケースも多い。

### 金融機関
- 山形銀行上山支店 - 上山市指定金融機関
- 荘内銀行上山支店
- きらやか銀行上山支店
- 山形信用金庫上山支店
- 東北労働金庫上山支店
- 山形農業協同組合上山北支店・上山南支店
- ゆうちょ銀行（上山郵便局内）

### 市外局番
市外局番は山形MAで「023」となっている。
- 023-67X-XXXX（NTT東日本・山形県幹線）
- 023-69X-XXXX（ヨークタウン上山）

### 本社を置く主な企業
製造業
- 杵屋本店（菓子製造）
- 片桐製作所（自動車部品等製造）
- ユニカ技研（自動車部品等製造）
- 髙松精機（自動車部品等製造）
- ザオウ製作所（自動車部品等製造）
- カネト製作所（産業用機械等製造）
- ジャスト（めっき表面処理業）
- アベ工機（生産用機械器具製造）
- 長岡ダイカスト工業（ダイカスト品製造）
- シズカ技研（金属加工）
- エスパック（段ボール箱製造）
- 蔵王ミート（肉食品製造）
- タケダワイナリー（ワイン製造）
- 蔵王ウッディファーム（ワイン製造）
- 丹野こんにゃく（こんにゃく食品製造）
- 喜久一本舗（食品加工製造）
- 田島製作所（プレス加工部品製造）
- ヒメジ理化イノテック（洗浄加熱装置等製造）ヒメジ理科グループ
- ざおうコーポレーション（石風呂等製造）
- 荒井石材店（墓石等製造）
- 石商（墓石・仏壇・仏具等製造）
- 丸石産業（農業資材等製造）
- 進和ラベル印刷（印刷物製造・印刷業）
- 上山印刷（印刷物製造・印刷業）
- 笹原材木店（木材製造）

建設・建築・土木・各種工事・建築設計業
- 羽陽建設（建設・土木）
- 堀川土建（建設・土木）
- 松田建設（建設・土木）
- 西庄建設（建設・土木）
- 上東建設（建設・土木）
- 後藤工業（建設・土木）
- ゆうき総業（塗装・左官）
- 日建美装（防水・塗装）
- カタチハウス（住宅建築・リフォーム）
- カミケン（リフォーム・住宅建築資材販売）
- 葉山電工（電気工事）
- 三共造園（造園工事・外構工事）
- 上山設備工業（管工事・給排水衛生工事）
- クラフト（建築設計）
- 庄設計（建築設計）
- アクトメンテナンス（消防用設備工事・点検）

不動産業
- 山形第一不動産（不動産業）
- 志田不動産（不動産業）

旅館・宿泊業
- 旅館古窯（日本の宿古窯、おやど森の音）
- 仙渓園 月岡ホテル
- 葉山館
- 名月荘
- 花明りの宿 月の池
- はたごの心 橋本屋
- 果実の山 あづま屋
- あづまや別館 ふじや旅館
- 有馬館
- 彩花亭 時代屋
- 旅館はたや
- 寒河江屋旅館
- ホテル菊屋
- 三木屋 参蒼来（高見屋グループ）
- ステイインホテル 材木栄屋（横田商事グループ）

医療・福祉・動物病院
- みゆき会（みゆき会病院、介護老人保健施設みゆきの丘）
- みゆき福祉会（グループホーム、小規模多機能型居宅介護事業所ながすずの里、特別養護老人ホームみずほの里）
- 長清会（長岡医院）
- 博誠会（原田医院）
- 健成会（新田クリニック）
- 須田医院福祉施設（有料老人ホーム スダ）
- 偕寿会（特別養護老人ホーム蓬仙園）
- 上山翔泉会（上山いずみの家）グループホーム、就労継続支援B型事業等
- 走翔会（らんなあ・あゆもなど）障がい者生活介護事業所・就労継続支援B型事業
- 鶴翔会（こまくさの里）就労継続支援B型事業等
- 青野歯科医院（歯科医）
- 永田歯科医院
- 幸泉会（吉田ひろゆき歯科医院）
- あららぎ動物病院（動物病院）
- さとう動物病院（動物病院）

運送業
- エタニティー・タイシン（陸運業）
- ワイエヌ・ライン（陸運業）

卸売・小売業
- そめこや本店（セブンイレブンのフランチャイズ等）
- カトーコーポレーション（農業資材・農産物直売所、農家の店トマト事業等）
- 加藤物産
- 山形県食糧（米卸売等）
- 南果連（ワイン用ぶどう卸売等）
- ユタカ石油（ガソリンスタンド・コスモ石油 上ノ山南SS）
- 奥村油店（ガソリンスタンド・エネオス 上山SS）

自動車販売・整備等業
- 山形オートセンター（スズキ自販山形 副代理店）
- スリーエー自動車販売（中古車等販売・整備）
- 上山オート（整備・ロータス山形の店）
- カーフットショップ後藤（タイヤ販売・ミスタータイヤマン上山）
- タイヤプロショップ中川（タイヤ販売）

清掃・廃棄物処理・家庭ゴミ収集業
- ミツワ企業（一般廃棄物処理等）
- 北方清掃
- アースリストア（廃棄物処理、建物解体）
- 恭栄

金融・保険業
- ケーズライフコンサルタント（生命保険・損害保険等代理店）

士業
- 小野会計事務所（税理士・行政書士）
- 吉田俊雄公認会計士税理士事務所（税理士・公認会計士）
- 木村健一司法書士事務所（司法書士・土地家屋調査士）
- 阿部善昭司法書士事務所（司法書士・土地家屋調査士）
- 木村裕次土地家屋調査士事務所（土地家屋調査士）
- 土屋社会保険労務士事務所（社会保険労務士）

### 市内に工場・事業所・店舗等を置く主な企業
- 東和薬品 山形工場（製薬業）
- でん六 蔵王の森工場（菓子製造業）
- ミクロン精密 みはらし工場（研削盤製造）
- 藤庄印刷 蔵王の森工場（印刷業）
- 丸松物産 山形工場 東北営業所（食品製造）
- 内山電機工業 山形上山工場（配電盤等製造）
- 東北電化工業 上山営業所（電気工事など設備工事全般）
- 弘栄設備工業 上山営業所（設備工事）
- 二本松会 かみのやま病院（医療業）
- 山形県玉葉会 蔵王長寿園（福祉業）
- 牧人会  山形育成園・山形ひかり学園（障がい者・障がい児支援施設）
- 友愛会 多機能事業所 ふぁーすと・すてっぷ（就労継続支援B型事業等）
- 愛泉会 デイサポートさくら（障がい者支援施設）
- 村山共同家畜診療所 上山診療所（動物病院）
- 山交バス 上山管理センター 上山営業所（旅客運送業）
- タマパック 山形工場（段ボール箱製造）
- クリエイト礼文 上山工場（住宅建築）
- 東北カートン 蔵王の森工場（段ボールシート製造）
- フォーリーフ 上山工場（音楽製品部品製造）
- ベア・ロジコ 上山事業所（物流倉庫業）
- 川西倉庫 上山倉庫、上山蔵王倉庫（物流倉庫業）
- コストコ かみのやま倉庫店（小売業）
- ヤマザワ 上山店（スーパーマーケット）
- ヨークベニマル 上山店（スーパーマーケット・衣料品小売業）
- おーばん 上山店（スーパーマーケット）
- しまむら 上山店（衣料品小売業）
- 日本マクドナルド 上山ヨークタウン店（ハンバーガー等飲食業）
- 松屋フーズ 上山店（飲食業）
- 幸楽苑 上山店（ラーメン店）
- ヤマダデンキ テックランド上山店（家電等小売業）
- ドコモショップ 上山店（携帯電話・通信サービス業）
- コメリ コメリパワー上山店（ホームセンター）
- ツルハドラッグ 上山店・上山四ツ谷店・上山東店（ドラッグストア）
- 薬王堂 上山店（ドラッグストア）
- ウエルシア 上山弁天店（ドラッグストア）
- サンドラッグ 上山店（ドラッグストア）
- 弐萬圓堂 上山店（眼鏡小売店）
- DAISO ヤマザワ上山店（100均ショップ）
- Seria ヨークタウン上山店（100均ショップ）
- トヨタカローラ山形 上山店（自動車販売整備）
- 日産プリンス山形販売 上山店（自動車販売整備）
- トヨタレンタリース かみのやま温泉駅前店（レンタカー）
- 日本生命保険 上山営業所（生命保険・医療保険等業）
- 明治安田生命保険 山形支社上山営業所（生命保険・医療保険等業）
- 第一生命保険 山形支社上山営業オフィス（生命保険・医療保険等業）
- ヤマト運輸 上山弁天センター（陸上運送業）
- 山形陸上運送 上山営業所（運送業）
- 三喜運輸 山形かみのやま営業所（運送業）
- ジャパンロジスティック 山形上山物流センター（ダイユーエイト向け倉庫）
- あおぞら総合会計事務所 上山事務所（税理士）
- 山形新聞 上山支社（新聞業）
- 山新販売 上山営業所・上山南営業所（新聞販売業）
- 平安典礼 セレモニーホール上山（葬祭業）
- 博善社 上山ホール（葬祭業）
- JAやまがた やすらぎホールみはらし（葬祭業）
- さがみ典礼 ファミリー斎場上山（葬祭業）
- さがみ典礼 ラ・メモリア上山（葬祭業）
- マルネン グッドハート上山（ガソリンスタンド・昭和シェル）
- 野口鉱油 上山中央SS、上山バイパス店（ガソリンスタンド・エネオス）
- 明光義塾 かみのやま教室（学習塾）
- 英智学館 上山校（学習塾）
- 学研 矢来パル教室（学習塾）
- KUMON 新湯教室・軽井沢教室（学習塾）
- みはらしの丘上山発電所（太陽光発電業）

工業団地
- 蔵王の森工業団地（蔵王の森地区）
- 上山工業団地（金谷地区）
- 上山市新北浦工業団地（新北浦地区）
- かみのやま温泉インター産業団地（藤吾地区）
- 蔵王フロンティア工業団地（金瓶地区）
- 蔵王みはらしの丘産業エリア（みはらしの丘地区）

農業団地
- 松沢ワインぶどう団地（三上・細谷地区）

### かつて存在した企業（廃業・倒産・移転等企業）
- 大泉工業（石堂地区・機械部品製造業）2014年
- 縁起家まるみ（葉山地区・旅館業）2011年
- ホテル城戸口屋（新湯地区・旅館業）
- ニュー村尾浪漫館（新湯地区・旅館業）
- 湯元五助（湯町地区・旅館業）
- 糸屋ホテル（葉山地区・旅館業）
- 長谷屋（十日町地区・旅館業）
- 山城屋（湯町地区・旅館業）
- サンド 上山営業所（金谷地区・製薬業）2019年
- 山形池田コーポレーション（下生居地区・靴製造業）2022年
- 蔵王食品（矢来地区・食品製造業、明治製菓子会社）2020年
- 旅館三恵（葉山地区・旅館業）2024年
- 山形銀行矢来支店
- きらやか銀行上山南支店

## 郵便

### 郵便局
- 上山郵便局（集配局）日本郵便、ゆうちょ銀行、かんぽ生命の各機能あり
- 上山旭町郵便局
- 上山十日町郵便局
- 藤吾郵便局
- 中山郵便局
- 楢下郵便局
- 宮生郵便局
- 村山中川郵便局
- 山元簡易郵便局
- 東簡易郵便局
- 上山高松簡易郵便局

### 郵便番号
- 999-31XX（本庁地区のほぼ全て、中川地区、山元地区、みはらしの丘）
- 999-32XX（西郷地区、本庄地区、東地区、宮生地区、中山地区、けやきの森、長清水、石堂、三本松、葉山）

## 教育・幼保育

### かみのやま子ども宣言
平成26年10月1日制定（令和2年3月31日改訂）
- あいさつは心をつなぐメッセージ　笑顔で元気に自分たちから
- 温かく優しい心で支え合おう　仲間とともに手をとり合って
- 考えてわかるまでまた考えて　「できた！」を増やし自分の力に
- 自分から毎日体動かそう　運動大好き元気もりもり
- 「やりましょう！」わたしたちにもできること　上山市の一員だから
- 見直そう正しいメディアの使い方　自分の明るい未来のために

### 保育園・認定こども園・児童館
保育園
- 上山市立みなみ保育園
- 上山市立しらさぎ保育園
- 私立 育子会 子供の城保育園　※日・祝日保育対応園（別途料金）
- 私立 敬愛信の会 上山あい保育園（富澤学園系列）　※日・祝日保育対応園（別途料金）
- みゆき会病院保育園（みゆき会 事業所内保育所）
- 東和ほほえみ保育園山形（東和薬品 事業所内保育所）

認定こども園
- 私立 亀井学園認定こども園 かみのやま幼稚園アイキッズ
- 私立 真和学園認定こども園 かしのき幼稚園お日さま

児童館
- 中川児童センター（児童館）

#### かつて存在した主な保育園・児童館
- 上山市立ひがし保育園（金生1地区）
- 上山市立きた保育園（北町地区）
- 上山市立にし保育園（松山2地区）
- 上山市立あさひ保育園（旭町2地区）
- 上山市立山元保育園（狸森地区）
- 西郷児童館
- 本庄児童センター
- 宮生児童館
- 金瓶児童館

### 小学校
西郷小学校以外の小学校には特別支援学級がある。なお、みはらしの丘地区は「山形市立みはらしの丘小学校」、山元地区は「山形市立本沢小学校」に通学する。
- 上山市立上山小学校
- 上山市立南小学校
- 上山市立中川小学校
- 上山市立宮川小学校
- 上山市立西郷小学校（上山きらり学園・学びの多様化学校）

#### かつて存在した小学校
- 上山市立山元小学校（2006年3月閉校、学区は山形市立本沢小学校に編入された）
- 上山市立山元小学校「小白府分校」
- 上山市立西郷第一小学校
- 上山市立西郷第二小学校
- 上山市立西郷第二小学校「竜沢分校」
- 上山市立宮生小学校
- 上山市立宮生小学校「中生居分校」
- 上山市立東小学校
- 上山市立東小学校「古屋敷分校」
- 上山市立本庄小学校
- 上山市立本庄小学校「赤山分校」
- 上山市立中山小学校
- 上山市立上山小学校「久保手分校」
- 上山市立中川小学校「蔵王分校」
- 上山市立中川小学校「小倉分校」
- 上山市立中川小学校「永野分校」

### 中学校
西郷中学校以外の中学校には特別支援学級がある。なお、みはらしの丘地区、山元地区は「山形市立第九中学校」に通学する。
- 上山市立南中学校
- 上山市立北中学校
- 上山市立宮川中学校
- 上山市立西郷中学校（上山きらり学園・学びの多様化学校）

#### かつて存在した中学校
- 上山市立中川第二小学校
- 上山市立上山中学校
- 上山市立山元中学校（2009年3月閉校、学区は山形市立第九中学校に編入された）
- 上山市立旧西郷中学校
- 上山市立中川中学校

### 高等学校・大学
高等学校
- 山形県立上山明新館高等学校

大学
- 山形大学総合研究所（金瓶地区）

#### かつて存在した高等学校
- 山形県立上山高等学校
- 山形県立上山農業高等学校

### 特別支援学校
全て山形県立の特別支援学校である。
- 山形県立ゆきわり養護学校幼稚部（肢体不自由特別支援学校）
- 山形県立ゆきわり養護学校
- 山形県立上山高等養護学校
- 山形県立山形盲学校

### その他
- 上山市学校給食センター
- 教育支援センター「教育相談室 すこやか教室」（上山市役所 教育委員会内）

放課後児童クラブ（学童保育等）
- 市営 上山児童館（元城内地区）
- 市営 南児童センター（河崎一丁目地区）
- 市営 南児童センター分室（けやきの森地区）
- 民営 中川蔵王っ子児童クラブ（金谷字水神河原地区）
- 民営 あざみ学童クラブ（須田板地区）
- 民営 かしのき放課後児童クラブ（泉川地区）
- 放課後子ども教室「けやきっず」「かみのやま寺子屋」[9]

放課後等デイサービス
- 友愛会 ふぁーすとすてっぷ（十日町地区）
- 子ども発達支援ルーム おれんじ学園かみのやま（二日町プラザ内）
- POCCOかみのやま（旭町地区）
- ぽこ・あ・ぽこ（弁天地区）

## 交通

### 空港
- 山形空港（東根市）
  - 自動車：東北中央自動車道東根ICから上り車線を利用し、山形上山ICもしくはかみのやま温泉ICで降りる。約30～40分でアクセス。
  - 公共交通機関：山形空港シャトルバスで山形駅まで乗車し、その後JR上り線でかみのやま温泉駅にアクセス。
  - その他：山形空港乗合タクシーでJRさくらんぼ東根駅まで移動し、その後JR上り線でかみのやま温泉駅にアクセス。

### 鉄道路線

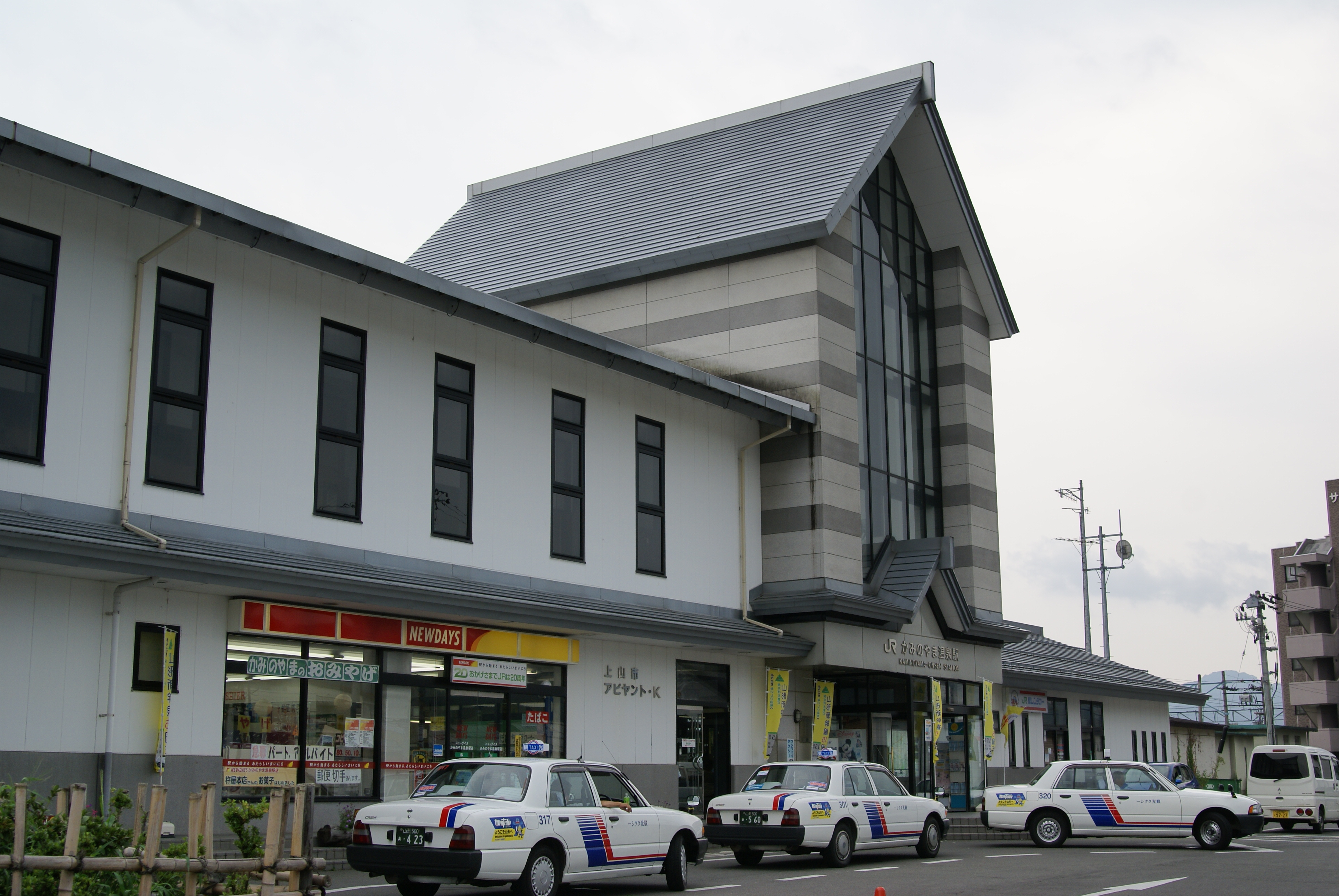
JR東日本かみのやま温泉駅

- 東日本旅客鉄道（JR東日本）
  - 奥羽本線（山形線）：羽前中山駅 - かみのやま温泉駅 - 茂吉記念館前駅

このうち、かみのやま温泉駅は山形新幹線が停車する駅である。
- 中心となる駅 : かみのやま温泉駅JR東日本かみのやま温泉駅

#### 未成線
- 蔵王高速電鉄：上山から山形と蔵王温泉まで計画した鉄道。

### バス
- 高速バス
  - 仙台-上山線（山交バス・宮城交通）※ バス停「かみのやま温泉駅前」など
  - 山形-新潟線 Zao号（山交バス・新潟交通）※バス停「高松葉山温泉」
  - 山形-東京線 レインボー号（東北急行バス）※バス停「道の駅 やまがた蔵王」

- 路線バス
  - 山交バス（山形市～上山市、上山市内）
- 上山市営バス（市街地南部循環バス）
- グリーンエコー号・ホワイトエコー号（上山市内 ⇔ 蔵王坊平・蔵王お釜刈田駐車場を結ぶ無料シャトルバス）

### タクシー
- 上山タクシー 配車センター
- 観光タクシー上山営業所
- 山交ハイヤー上山営業所（ヤマコーグループ）
- 市営 予約制乗合タクシー（地元住民向け・事前会員登録制）[10]
- 貸切タクシー 観光プラン（かみのやま温泉駅発着・かみのやま温泉観光案内所主管）

### 道路
- 高速道路（NEXCO東日本が管轄）
  - E13 東北中央自動車道
    - （南陽市） - (12) かみのやま温泉IC - (13) 山形上山IC - （山形市）
- 一般国道
  - 国道13号・上山バイパス・山形バイパス
  - 国道458号（花立峠を含む）・長谷堂バイパス
  - 国道348号（小滝峠を含む）
- 都道府県道
  - 主要地方道
    - 山形県道5号山形南陽線（本市区間は国道348号と重複）
    - 宮城県道・山形県道12号白石上山線（蔵王エコーラインを含む）
    - 山形県道・宮城県道13号上山七ヶ宿線（金山峠・楢下バイパスを含む）
    - 山形県道14号上山蔵王公園線
    - 山形県道51号山形上山線
    - 山形県道53号山形永野線（蔵王ラインを含む）

  - 一般県道
    - 山形県道104号狸森上山線
    - 山形県道169号十日町仙石線
    - 山形県道263号萱平河崎線
    - 山形県道264号泥部宮脇線
    - 山形県道266号小穴二日町線
    - 山形県道267号十日町山形線
    - 山形県道268号楢下高畠線
- 農道・林道
  - 上山フルーツライン（上山西部地区農免道路）
  - 村山西部広域農道
  - 蔵王山麓広域農道
- その他
  - 旧羽州街道

## 名所・祭りなど

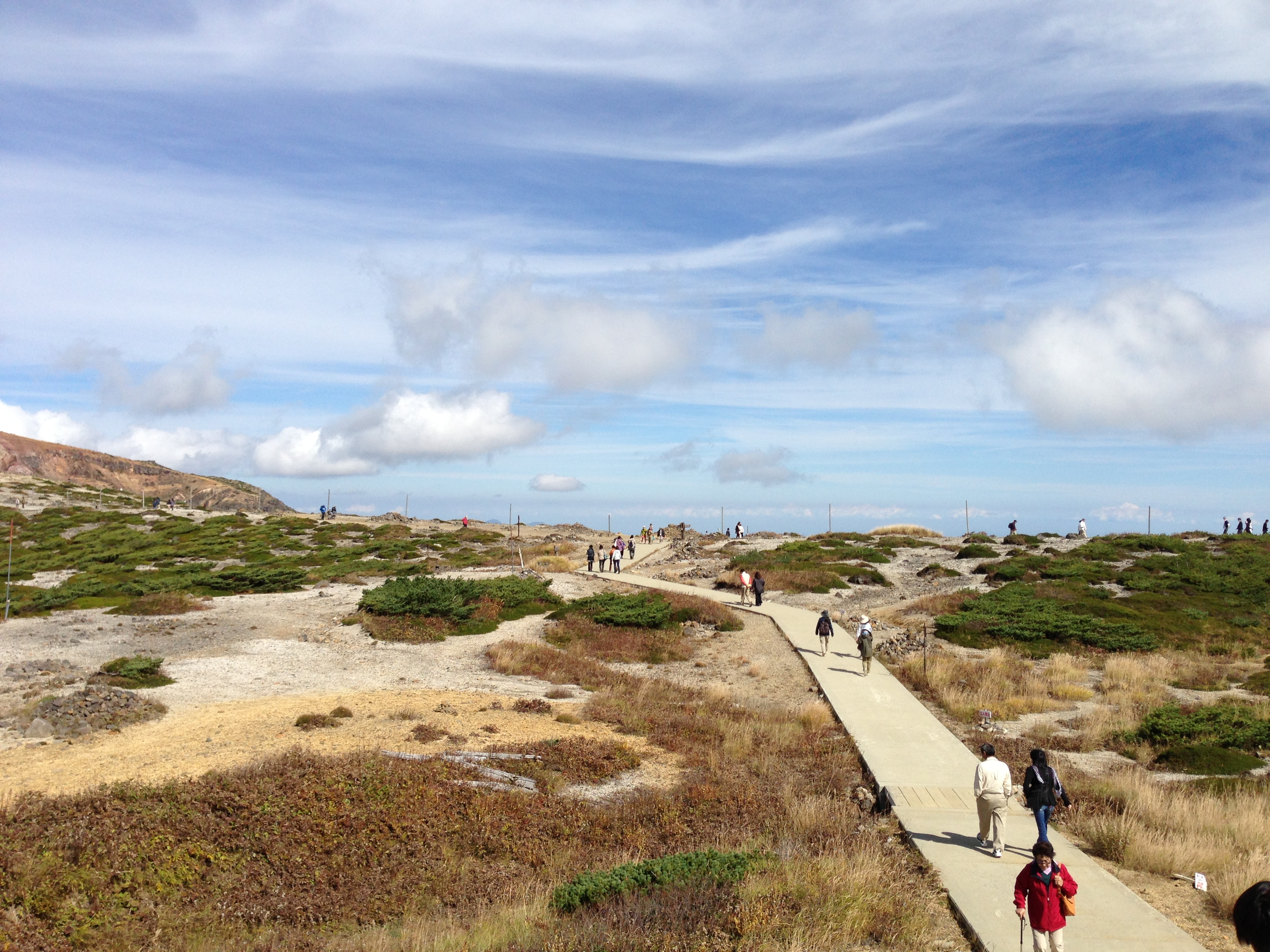
蔵王

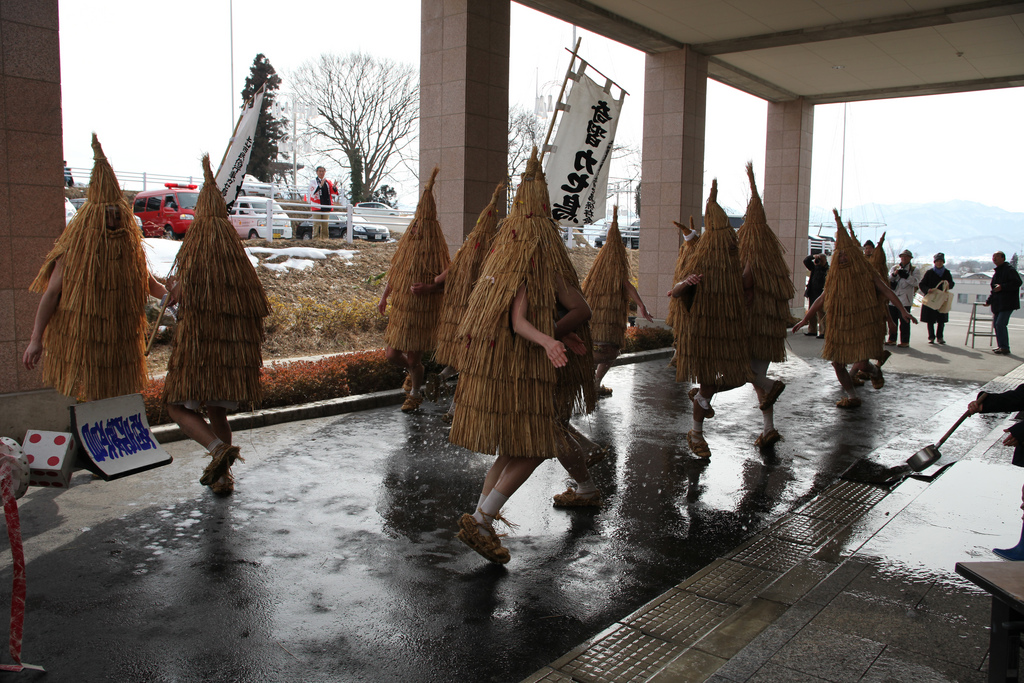
奇習 カセ鳥
「カッカッカーのカッカッカー」

### 名所・レジャー
- 上山温泉（湯町、新湯、十日町、河崎、高松葉山）
  - 共同浴場（下大湯、二日町親子集いの湯、新湯澤の湯、葉山公衆浴場）
  - 足湯（月岡公園、湯町、新湯、葉山、眉川橋、みゆき会病院駐車場）
  - 日帰り入浴（月岡ホテル、果実の山あづま屋、寒河江屋旅館、ふじや旅館、名人のゆ、高源ゆ）
- 蔵王連峰
  - 蔵王坊平ライザワールドスキー場、坊平の樹氷
  - 蔵王猿倉スキー場
  - 蔵王坊平アスリートヴィレッジ（クロスカントリコース・全天候型グラウンド・屋内トレーニング施設完備）
  - 蔵王坊平国設野営場（蔵王坊平キャンプ場）
  - 蔵王 御釜（蔵王刈田リフト降車場周辺、※リフト乗り場は七ヶ宿町）
  - 御田ノ神湿原
  - 氷瀑仙人沢アイスガーデン
  - 蔵王温泉スキー場大森ゲレンデ・黒姫ゲレンデ
  - 鴫の谷地沼
- 上山城（歴史資料館。月岡公園と月岡神社境内を含む）
- 斎藤茂吉記念館
- 蟹仙洞（国の重要文化財に指定されている太刀、短刀、箪笥など）
- ニュートラック上山（場外馬券場）
- リナワールド（遊園地）
- 蔵王カントリークラブ（ゴルフ場）※クラブハウスは山形市蔵王上野
- 上山ゴルフガーデン（ゴルフ練習場）
- 有形文化財
  - 上山藩武家屋敷（三輪家、旧曾我部家、森本家、山田家）
  - 旧尾形家住宅（国の重要文化財、1969年（昭和44年）12月18日指定）
  - 羽州街道 楢下宿・金山峠（国の史跡、1997年（平成9年）9月11日指定）
  - 覗橋 - 上山市指定有形文化財、土木学会選奨土木遺産。
  - 春雨庵 1629年の紫衣事件により沢庵宗彭が上山に流罪となった際に過ごした庵。1953年に復元。
  - 脇本陣 滝沢屋（楢下宿）
  - 山城屋旧館（湯町地区）
  - 旧梅津歯科医院（十日町地区）
  - ニュー村尾浪漫館離れ（新湯地区）
  - 旅館よね本旅館棟（沢丁地区）
- 花咲山展望台（恋人の聖地）
- 市指定天然記念物
  - 龍神桜（2008年指定 高さ約30m 樹齢推定350年以上、高松竜沢地区）
- 観光果樹園（サクランボ、葡萄、ラ・フランス狩りなど）
  - 上山観光フルーツ園（三上地区）
  - 川口観光果樹園（皆沢地区）
  - 高橋フルーツランド（阿弥陀地地区）
  - 斎藤観光果樹園（三上地区）
  - 木村観光果樹園（皆沢地区）
  - 牧野観光フルーツ園（牧野地区）
- 社会科見学（でん六蔵王の森工場見学、タケダワイナリー見学、エネルギー回収施設川口見学、東和薬品山形工場、上山市浄水センター、進和ラベル印刷本社工場）※要予約が多い
- 山形ワインカーヴ（かみのやま温泉観光案内所内に設置されているワインバー兼販売所）
- 滝（萱滝、芳刈不動滝、坊平仙人沢観音滝、坊平仙人沢不動滝、滝不動）
- ヴェンテンガルテン（弁天地区にあり、4月下旬～5月中旬にかけて菜の花畑が広がる）
- 桜（上山城、須川河川敷、権現堂のしだれ桜、みゆき公園、旭昇桜など）[11]
- 小倉地区の棚田（やまがたの棚田20選、周辺部から夜景も楽しめる）[12]
- 中山城跡（城下の中山宿含む。白鬚神社では「掛入石中山宿獅子担ぎ」[13]が9月下旬に行われる。中山城慰霊・森重流砲術（米沢藩古式砲術保存会）演武・子ども神輿も開催。）
- 高楯城跡（虚空蔵山一帯）
- 上山三十三観音

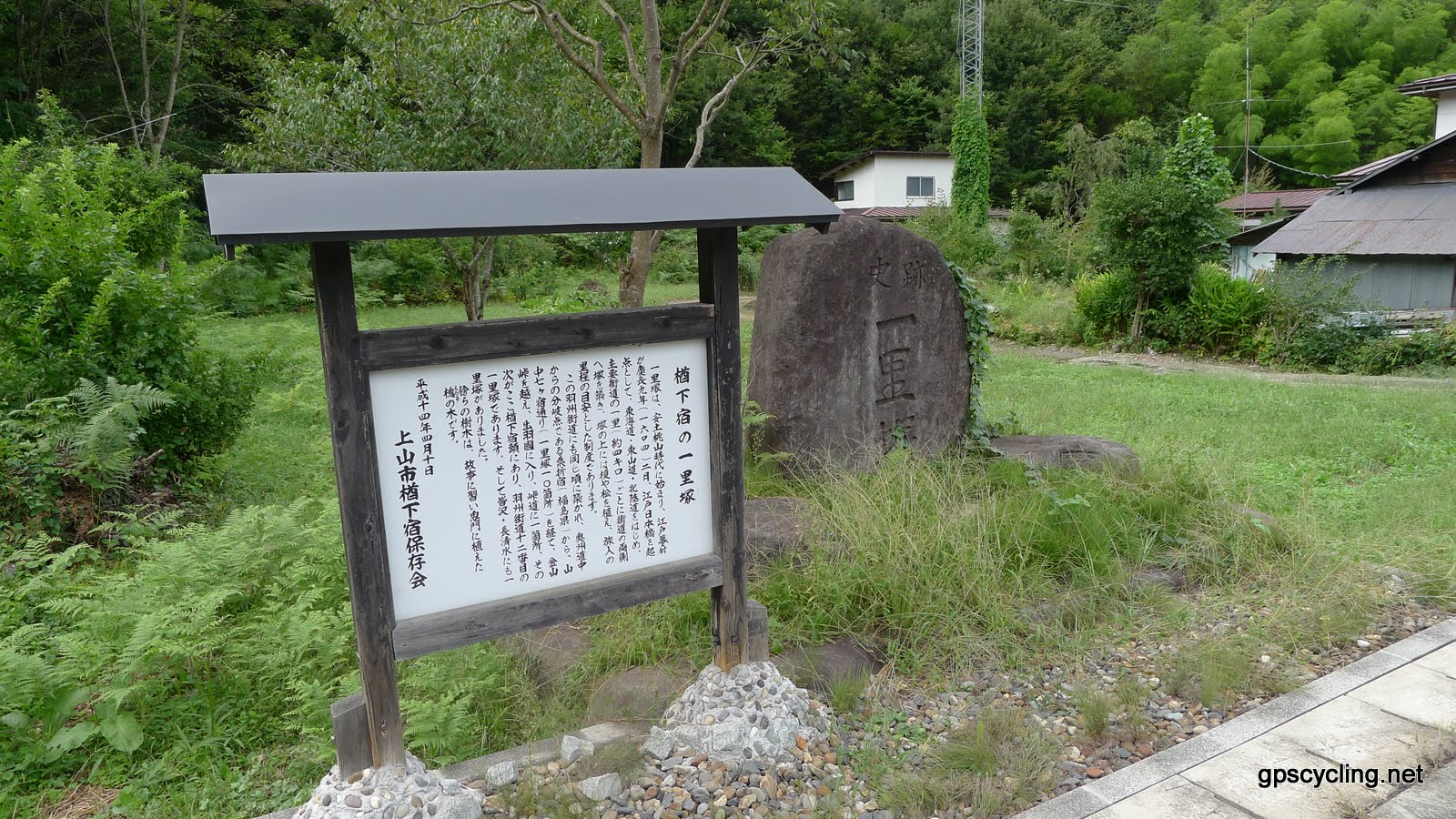
楢下宿一里塚
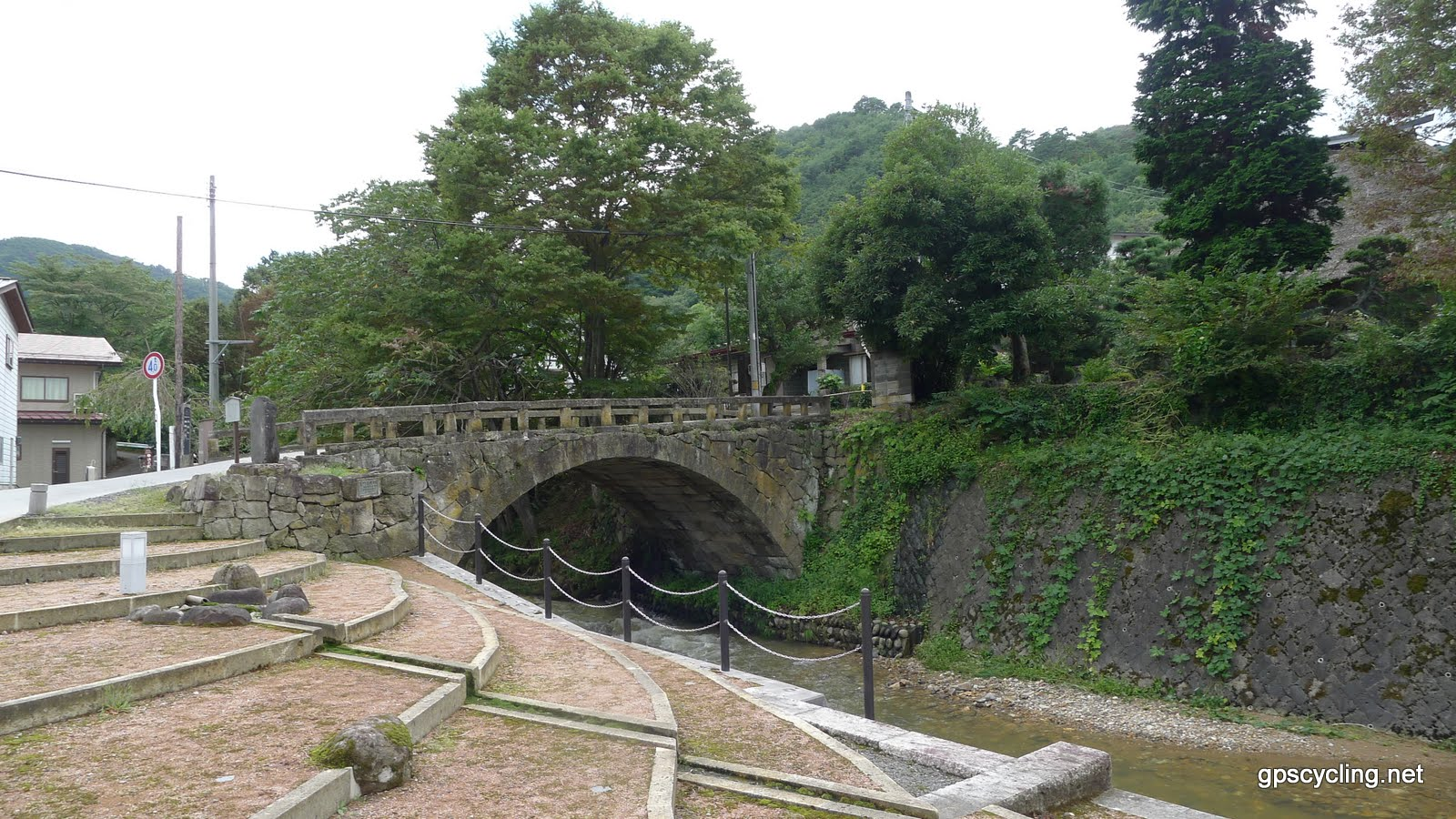
楢下宿新橋
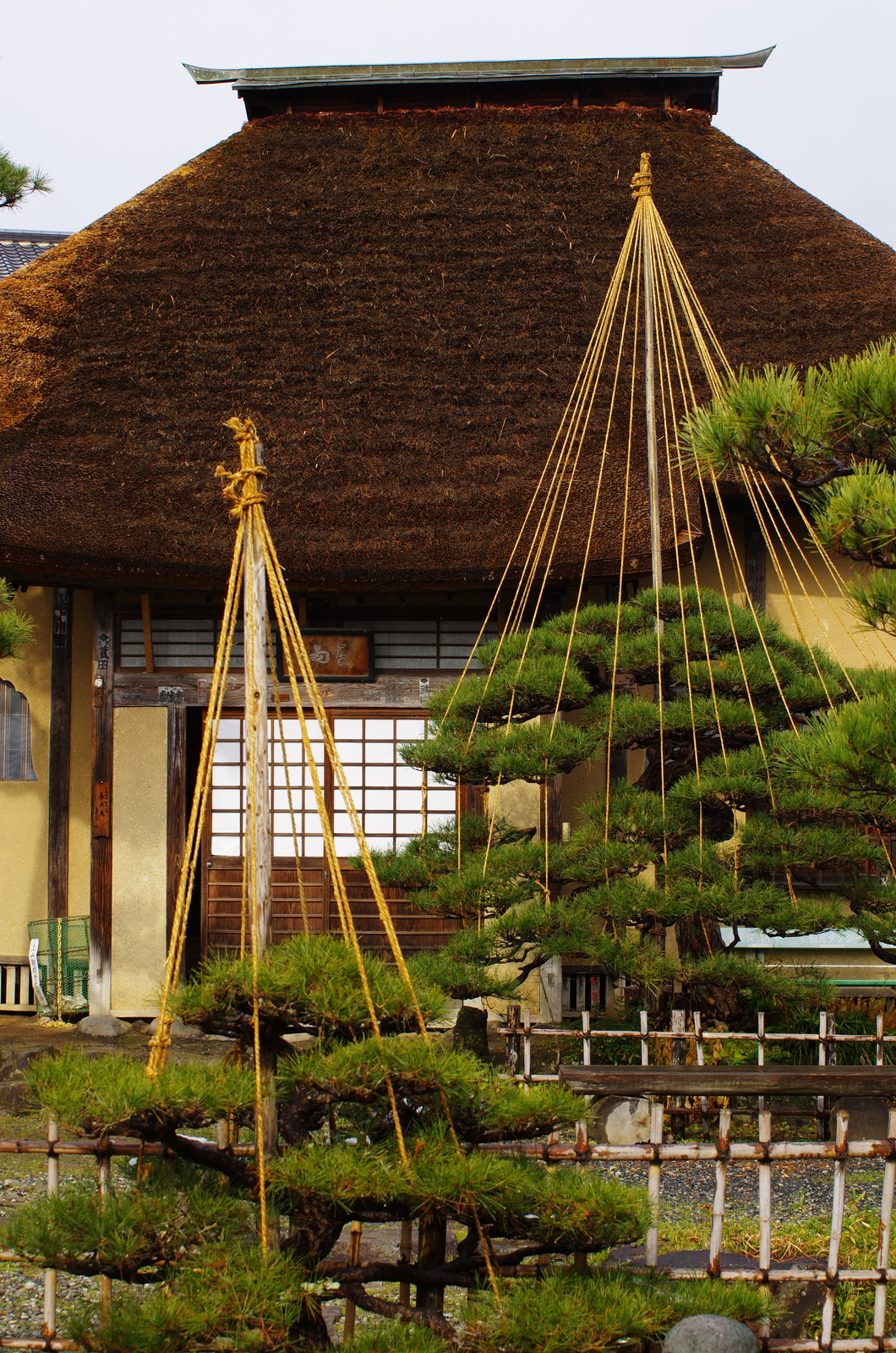
春雨庵

### 神社・寺院
- 栗川稲荷神社 - 松山地区。数多くの赤い鳥居が並ぶ。祭神は倉稲魂命。例祭4月23日。縁結び、商売繁盛、金運。八級社。
- 月岡神社 - 元城内地区。六級社。上山城に隣接。祭神は藤井松平家の藤井松平利長、藤井松平信一。例祭日は4月25日。
- 正八幡神社 - 宮脇地区。祭神は応神天皇。例祭日は4月15日、9月15日。八級社。
- 八幡神社 - 二日町地区。六級社。祭神は応神天皇。例祭日は9月15日。
- 石崎神社 - 石崎地区。例大祭7月15日、十数店の露店が出店。通称「かっぱ神社」。七級社。祭神は須佐之男命。
- 五巴神社 - 牧野地区。明治29年に石碑、大正12年に社建立。延享4年（1747年）の五巴徒党一揆（見ㇽ目原百姓一揆）で処刑された指揮者を祭る。
- 金剛院（神道） - 宮脇地区
- 清光院（神道） - 軽井沢地区
- 浄光寺（浄土宗） - 軽井沢地区。上山温泉を発見した月秀上人が開山したとされる。沢庵禅師が作庭した庭園。上山藩主藤井松平家の菩提寺。愛称「がま寺」。
- 称念寺（浄土宗） - 北町本丁地区
- 法円寺（浄土真宗） - 栄町地区。池泉回遊式庭園。市指定文化財の粟野音松の彫刻。
- 西光寺（時宗） - 河崎地区。朱塗りの山門や桜
- 寿仙寺（曹洞宗） - 鶴脛町地区
- 観音寺（真言宗） - 十日町地区。最上三十三観音、湯の上観音。手水が温泉。
- 光明院（真言宗） - 高松地区。最上三十三観音、高松観音堂。
- 高仙寺（真言宗） - 仙石地区。大きなしだれ桜がある。
- 宝泉寺（浄土宗） - 金瓶地区。斎藤茂吉の菩提寺。
- 久昌寺（曹洞宗） - 牧野地区。坐禅体験実施。
- 長龍寺（曹洞宗） - 小倉地区

### お祭り
- カセ鳥

毎年2月11日に開催される旧暦の小正月の行事。「ケンダイ」とよばれる蓑を身にまとって「かせ鳥」に扮した若者が、「カッカッカーのカッカッカー」という独特のかけ声を発しながら町を練り歩く。町の人は冷水をかけることで、火伏せと豊作祈願をする。
- 上山城まつり

例年5月3～5日にかけて上山城で行われていた。通称「おしろまつり」。甲冑の試着体験や忍術教室、武将隊との玉入れ合戦などの子供向け参加型イベントが行われる。かつては大声を競う「絶叫大会」や、城下の旧羽州街道を駕籠屋に扮してリレー形式で走る「かごかき駅伝競走」などのユニークなイベントが催された。
コロナ禍の制限が緩和された2023年より、11月上旬に開催されている。
- 山形ワインバル

初夏に上山城周辺で開催。山形県内外のワイナリーやキッチンカーなどが出店する飲食イベント。
- スマイルプロジェクト☆かみのやま

毎年7月末頃に開催。キッチンカーや露店の出店、夜は花火大会が開催される。上山青年会議所が主催。
- ゆかたまつり

上山温泉ではゆかたの似合うまちを目指して、夏季期間中「ゆかたまつり」を実施している。とくに7月最終金曜日の「ゆかたデー」には、市職員、金融機関、駅、病院など多くの事業所でゆかたを着て応対する。
- 十日町いろは市

市内十日町地区で行われる商業イベント。キッチンカーの出店、はたらく車の展示などが行われる。
- かみのやま秋まつり

毎年9月中旬に開催。上山三社みこし行列の練り歩き、やまがた舞子などが日本舞踊を披露する「踊り山車」が開催される。
- けやきの森のおまつり

10月中旬開催。市民公園でキッチンカーや屋台、小物販売、子供用縁日風アトラクション等ある。2022年初開催。市民の有志による。
- かみのやま産業まつり

毎年10月末頃開催。市内物産展、工業製品の展示、姉妹都市名取市の物産品販売などが行われる。

### 文化イベント
- 上山音楽祭「ル・シャトーかみのやま」

2016年に初開催。毎年3月下旬開催。チェリスト中木健二氏やその受講生、市内出身の永田美穂氏によるコンサートや公開レッスンなどが開かれる。
- 斎藤茂吉記念全国の集い、茂吉忌合同歌会

全国大会は斎藤茂吉の生誕月の5月に開催、合同歌会は2月頃実施。両イベントとも開催前に短歌の投稿を募り、歌集を発刊している。
令和7年から斎藤茂吉記念全国大会を斎藤茂吉記念全国の集いに改称。
- 上山市総合文化祭

例年10月末頃、かみのやま産業まつりと同時に開催。市内の文化団体による作品展示や舞台発表が行われる。

### スポーツイベント
- 蔵王坊平クロスカントリー大会

毎年8月初旬に開催。蔵王坊平アスリートヴィレッジのクロスカントリーコースで行われる陸上競技レース。
- 蔵王坊平ヒルクライムinやまがた

毎年9月頃に開催。蔵王エコーラインを自転車で駆け上がる。市内高野地区から蔵王刈田リフト乗り場駐車場まで。
- かみのやまツール・ド・ラ・フランス大会

2024年より、ライドアラウンド編としてリニューアル。9月～11月の長期イベント、市内各地を周遊、デジタルスタンプラリー。
2023年までは毎年11月頃に開催し、フルーツライン等をツーリングする1日イベント。

### 無形文化財
- 上山藩鼓笛楽
- 高松観音裸餅つき
- 金生田植踊り

### かつて存在したレジャー・イベント・祭り
- 踊る花笠・仮装花笠まつり - 花笠まつりの上山温泉版。1974年から例年8月上旬に開催、市内の商店街や温泉街をパレードした。2009年の第35回をもって終了。
- かみのやま温泉入～浴ラリー - 市内の温泉施設や足湯、観光施設などをめぐるウォーキングイベント。
- 上山地区民運動会 - 地区対抗の市民運動会。2012年の第45回をもって終了。
- 公衆浴場 - 湯町（湯町地区）、中湯（十日町地区）、新丁鶴の湯（新丁地区）
- 全国かかし祭り - 2023年をもって終了。なお、終了については2024年7月に当年より開催しないことを決定した。1971年（昭和46年）9月に「第1回上山温泉全国かかし祭り」として初開催。以後、9月中旬頃に月岡公園や市役所東側の市民公園で開催していた。

## ご当地キャラクター
ゆるキャラを含む。
- カセ坊（所属：上山市商工会青年部）
- かみのや丸（所属：上山城）
- かみのやま湯たろう（所属：上山青年会議所）
- かみのやま庵（温泉むすめ）

## 出身著名人

### 政治家
- 遠藤利明 - 衆議院議員、元東京オリンピック・パラリンピック担当大臣）、元自民党総務会長
- 国井庫 - 衆議院議員、弁護士、山形新聞社社長
- 小野孝 - 衆議院議員
- 斎藤昌朗 - 寒河江市長。

### 官僚・行政界・士師業
- 斎藤紀一 - 医師、青山脳病院を設立。斎藤茂吉の養父。帝国議会議員も務めた。
- 向坂兌 - 明治時代の弁護士。孫に医学者の勝沼精蔵がいる。
- 塩谷信男 - 医師

### 経済界
- 深瀬鋭次郎 - 土木技術者、実業家、元三和エレック社長
- 相馬健一 - 山形新聞社社長
- 羽島金三郎 - 札幌鉄道局勤務時に鉄道除雪車キマロキ編成を開発。
- 長谷川敦士 - 情報アーキテクト

### 学者
- 五十嵐于拙 - 幕末の儒学者
- 尾形輝太郎 - 化学者、理化学研究所名誉研究員、帝国学士院賞受賞
- 大森治豊 - 医学者、京都帝国大学福岡医科大学（現九州大学医学部） 初代学長
- 奥山虎章 - 医学者
- 吉江琢兒 - 数学者、東京帝国大学名誉教授
- 川合隆男 - 社会学者、慶應義塾大学名誉教授
- 武田幸男 - 歴史学者、東京大学名誉教授
- 長谷川公一 - 社会学者・東北大学名誉教授
- 梅津順一 - 経済学者・第14代青山学院院長
- 櫻井義秀 - 宗教学者

### 軍人
- 土屋芳雄 - 大日本帝国陸軍憲兵

### 作家・小説家・漫画家・評論家
- 斎藤茂吉 - 歌人
- 星野泰視 - 漫画家
- 木村迪夫 - 詩人、評論家
- 桜多吾作 - 漫画家
- 伊藤和典 - 脚本家
- 谷口敬 - 漫画家
- 山川徹 - ノンフィクション作家
- 江波光則 - 小説家
- 深山さくら - 絵本作家
- 佐藤藤三郎 - 農業問題評論家。無着成恭の『山びこ学校』の卒業生
- 加藤吉治 - 詩人。詩集「野良着」出版。

### 画家・写真家・彫刻家等
- 蔦谷一行 - 彫刻家
- 清野恒 - 洋画家、市内にあった温泉旅館「五助」が生家
- 清野克己 - 恒の弟。画家。
- 關野香雲 - 篆刻家・書道家
- 矢口亨 - 写真家

### スポーツ界
- 出羽ヶ嶽文治郎 - 力士（最高位関脇）
- サルトビ小山 - 元プロボクサー
- 齋藤登志信 - 競輪選手
- 梅津智弘 - 元プロ野球選手
- 秋葉勝 - 元プロサッカー選手、サッカー指導者
- 半田陸 - プロサッカー選手
- 粟野健翔 - サッカー選手
- 高橋成樹 - サッカー選手（元モンテディオ山形他）
- 伊藤美優 - スケートボード選手
- 鈴木大 - バスケットボール選手
- 阿宗高広 - 陸上長距離選手

### 芸能界・映画界・テレビ・アニメ・音楽家
- 龍田静枝 - 女優
- 山川元 - 映画監督
- 松田礼人 - 映画監督、演出家
- 畠中洋 - 俳優・声優
- 小池健 - アニメーター、アニメ監督
- 大石真弘 - NHKアナウンサー

### その他
- イワタカヅト - ゲームクリエイター
- 高村弘平 - 造園家
- 酒井勝軍 - キリスト教伝道者

## ゆかりのある著名人
- 上山義房 - 室町時代の上山城主。子の上山義忠（武衛義忠）が上山城（月岡城）を築城。
- 松平重忠 - 1622年 出羽上山藩を立藩、初代藩主。能見松平家。遠江国出身。
- 松平信通 - 1697年 出羽上山藩の藤井松平家初代藩主。播磨国出身。以後、明治時代の廃藩置県まで、藤井松平家が上山藩を治める。
- 沢庵宗彭 - 臨済宗の僧。紫衣事件にて流罪となり、約3年間上山藩に居住した。沢庵漬けの考案者とも言われる（諸説あり）。
- イザベラ・バード - 1878年発表の日本奥地紀行の中で、本市を健康的な保養地になると記した。月岡公園内に小さな顕彰碑がある。
- 栗山津禰 - 日本の私立大学で初の女子学生。上山藩藤井松平家の家臣栗山家の家系。墓所は上山市の浄光寺。
- 小磯國昭 - 元首相。上山小学校に一時在籍。
- 朝比奈泰彦 - 名誉市民。旧上山藩士の朝比奈和四郎泰丈の長子として生まれ、東大教授などを歴任。
- 斎藤茂太 - 精神科医および随筆家、斎藤茂吉の長男。斎藤茂吉関連イベントなどでたびたび来市。
- 北杜夫 - 小説家・斎藤茂吉の次男。斎藤茂吉関連イベントなどでたびたび来市。
- 斎藤由香 - エッセイスト、北杜夫の長女（斎藤茂吉の孫）。斎藤茂吉関連イベントなどでたびたび来市。
- 佐野利器 - 建築家。帝都復興院理事・建築局長。米沢中学在籍時に本市（旧上山町）に住む佐野家の養子となる。西置賜郡白鷹町出身。
- 小川紳介 - ドキュメンタリー映画監督。山形国際ドキュメンタリー映画祭創設の提唱者。市内牧野地区に移住し映画を作成。
- 無着成恭 - 教育者。山元中学校の文集を『山びこ学校』として刊行。ベストセラーに。
- 村社講平 - 平成6年名誉市民。蔵王坊平のクロスカントリー大会や準高地トレーニング基地発展に尽力。宮崎県出身。
- 番場三雄 - 日本画家。新潟県加茂市出身。市内石曽根地区にアトリエ。東北芸術工科大学芸術学部元教授。第108回再興院展にて日本画で内閣総理大臣賞受賞。
- なおき - お笑いタレント。2024年3月にかみのやまアンバサダー就任。堺ブレイザーズが坊平合宿を行っていたことなどを契機。

## 上山市が舞台・登場する作品
映画
- 『山びこ学校』（1952年） - 山元中学校の学級文集等を書籍化した同タイトル本を映画化
- 『青春の抗議』（1957年） - ロケが行われた。
- 『何処へ』（1964年） - ロケが行われた。
- 『樹氷悲歌』（1971年） - 上山市が物語の舞台になっている。
- 『男はつらいよ 葛飾立志篇』（1975年） - ロケが行われた。
- 『死の棘』（1990年） - 一部の撮影を古屋敷地区で行った。
- 『流★星』（1999年） - 上山競馬場を舞台とした。
- 『おくりびと』（2008年） - 映画内で登場する「スナック和」の外観シーンを二日町地区で撮影。映画公開後「上山コンチェルト館」として公開された。
- 『好きでも嫌いなあまのじゃく』（2024年） - アニメ映画。米沢市など山形県内が舞台。本市の花咲山展望台など登場。

ドキュメンタリー映画
- 『ニッポン国 古屋敷村』（1982年）

ドラマ
- 『西部警察PART-III』第24話（1983年）「誘拐 ! 山形・蔵王ルート - 山形篇 -」